# Rat et souris dans la culture

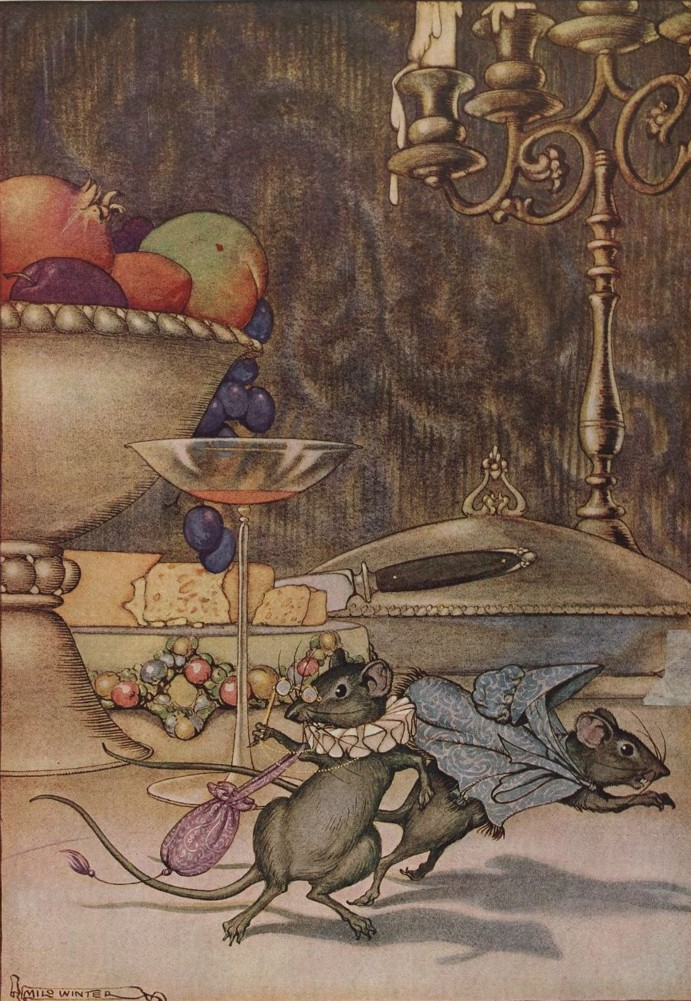
Illustration d'après Le Rat des villes et le Rat des champs, l'une des fables d'Ésope. L'illustrateur américain Milo Winter semble avoir dessiné des souris, conformément au titre anglais (The Town Mouse and the Country Mouse).

Au cours de l'histoire, ces rongeurs sont fréquemment confondus et partagent bien souvent un même aspect culturel. Depuis la Préhistoire, les « rats » et les « souris » (au sens large) ont toujours accompagné l'Homme. De ce fait, ce sont des animaux qui présentent une très forte symbolique et qui sont largement présents dans les domaines folkloriques et artistiques. Dans certaines de ses fables, Jean de La Fontaine emploie aussi bien le terme de rat que celui de souris pour désigner le même animal. Impossible alors de savoir auquel des deux rongeurs le poète fait référence. De même, si la Batrachomyomachia attribuée à Homère est traduite par « La Bataille des grenouilles et des rats », elle est traduite dans d'autres langues par « La Bataille des grenouilles et des souris », comme c'est le cas par exemple en anglais (« The Battle of Frogs and Mice ») ou encore en espagnol (« La Batalla de las ranas y ratones »). Dans les fables d'Ésope, le problème est le même. On retrouve également cette assimilation en Asie. Ainsi Mûshika, la monture du dieu Ganesh, peut être un rat comme elle peut être une souris et, dans l'astrologie chinoise, le premier signe du zodiaque est le rat mais il est parfois désigné sous le nom de souris, la langue chinoise ne faisant pas, dans le langage courant, la distinction entre le rat et la souris.

## Dans l'Antiquité gréco-romaine

### Symboliques et culte

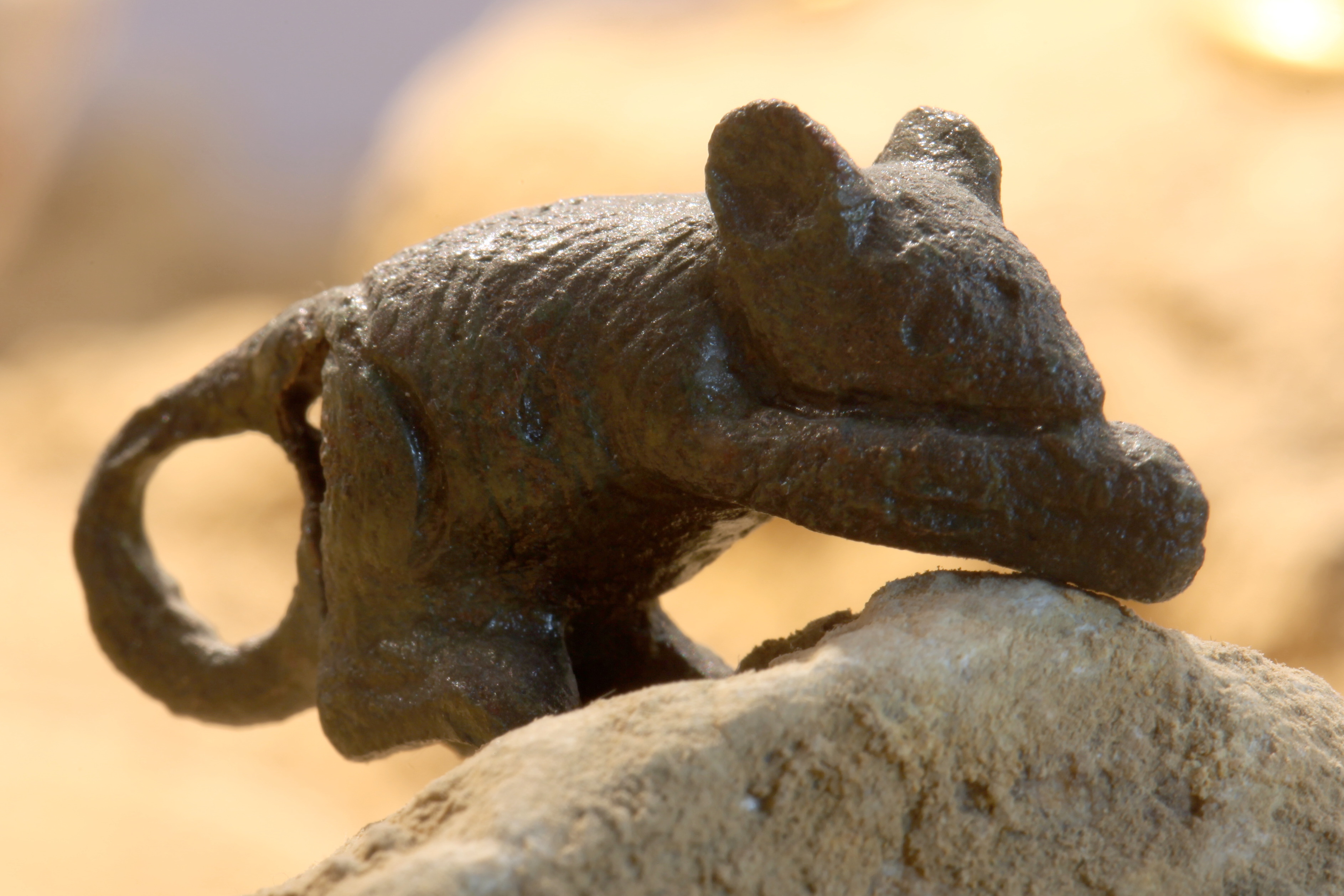
Souris en bronze romaine au musée romain de Lausanne-Vidy.

Dans l'Antiquité grecque et romaine, souris et rat ne se distinguent pas vraiment dans le langage et de ce fait ils ne se distinguent pas non plus dans les croyances de l'époque. La souris est connue dans toute l'Antiquité alors que le rat aurait été introduit plus tardivement dans l'Antiquité gréco-romaine. Ce rongeur est un symbole de la vie souterraine, il est tenu pour maléfique et nuisible, c'est un animal glouton et prolifique. Il dévaste les réserves alimentaires et les champs et il propage des épidémies. Strabon affirme que le rat a répandu la peste en Ibérie. Néanmoins, quelques valeurs positives sont également associées au rat et à la souris en Occident dans l'Antiquité. Pline l'Ancien dit, par exemple, que l'on ne doit pas négliger les rats puisqu'ils peuvent être porteurs de présages et ainsi rendre service.
Apollon était perçu comme un dieu agraire en tant que « dieu-rat ». Apollon Sminthéen (peut-être du crétois « sminthos » : chasseur de souris) sait propager les maux, comme la peste, mais il sait aussi les guérir. Il est alors lié à la médecine et à l'art divinatoire. Des souris blanches étaient élevées dans son temple.

### Dans la littérature

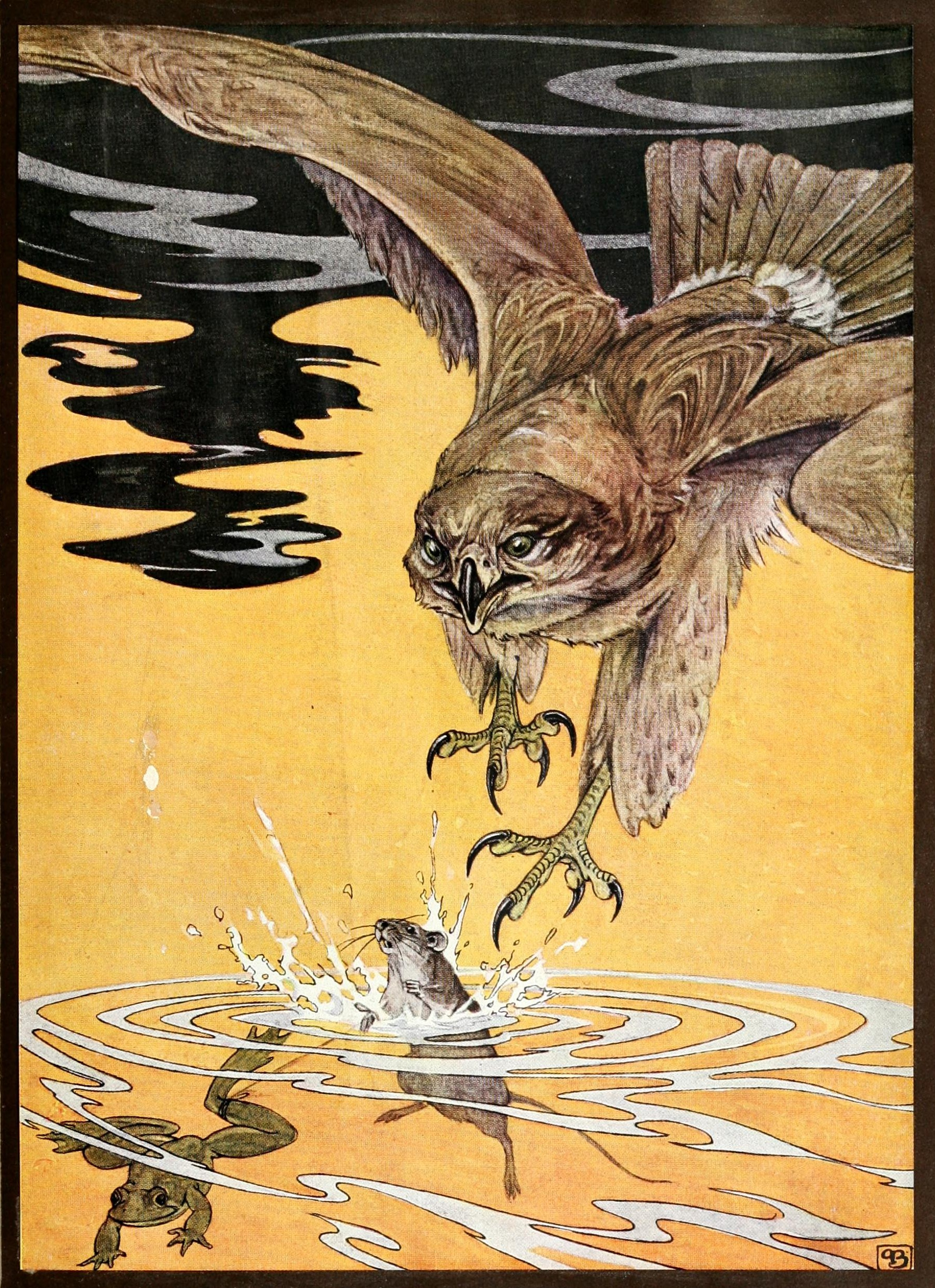
Illustration de Paul Bransom, elle représente la scène de la Batrachomyomachia où Psicharpax se noie alors qu'il était sur le dos de Physignathe.

Les rats ou les souris sont présents dans la littérature antique. On les voit ainsi apparaître dans la Batrachomyomachia, épopée parodiant l'Iliade. Cette épopée comique est généralement attribuée à Homère et pourrait ainsi dater de la fin du VIIIe siècle av. J.-C. Elle prend comme protagonistes des grenouilles et des rats. Selon les anglophones, germanophones et hispanophones, il ne s'agit pas de rats mais de souris. Ce récit raconte la bataille entre les grenouilles et les rats (ou souris) à la suite de la noyade de Psicharpax, le rongeur, alors qu'il était sur le dos de Physignathe, le batracien. Ils apparaissent également dans de nombreuses fables de l'écrivain grec Ésope aux VIIe et VIe siècles av. J.-C.. Les fables d'Ésope ont notamment inspiré les fables de La Fontaine et c'est à Ésope que l'on attribue la paternité du genre littéraire de la fable. Parmi ces fables, on peut citer, si l'on s'en tient aux titres donnés par Jean de La Fontaine, La Grenouille et le Rat, Le Rat de ville et le Rat des champs, Le Lion et le Rat, Conseil tenu par les rats, Le Combat des Rats et des Belettes. Il y a également d'autres fables que l'on ne retrouve pas chez Jean de La Fontaine et qui concernent rat et souris comme Le Taureau et le Rat, Le Serpent, la Belette et les Rats et Le Lion qui a peur d’une souris et le Renard.

## Du Moyen Âge auXXesiècleen Europe

### Symboliques et superstitions

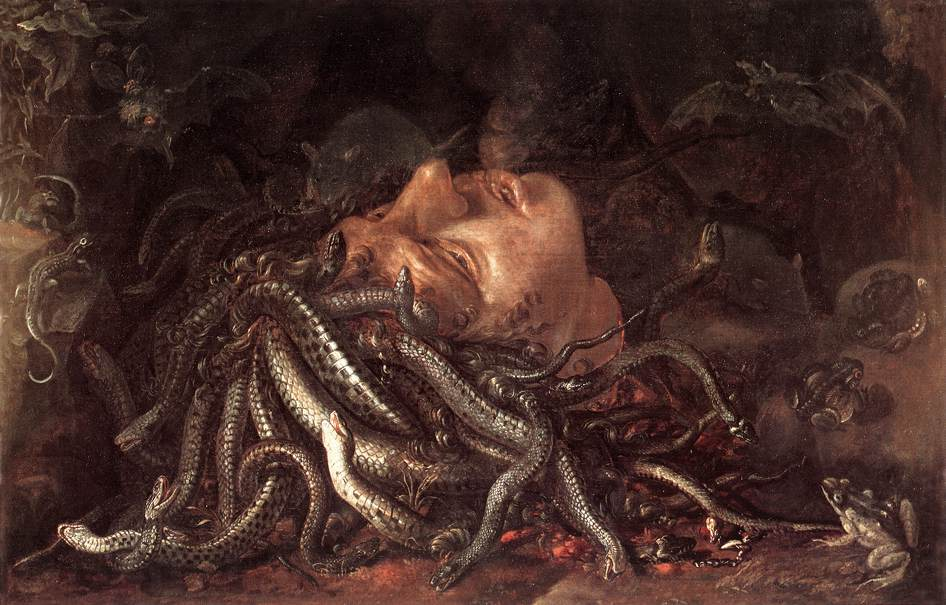
Peinture flamande du XVI représentant la tête de Méduse coupée ainsi qu'un rat, des crapauds, des chauves-souris, etc.

L'existence du rat et de la souris est indissociable de celle des hommes puisqu'ils évoluent près d'eux, mais le rat et la souris évoluent généralement dans des univers sombres tels les égouts, les cachots. Ainsi en Occident, la souris mais surtout le rat sont porteurs de symboles plus ou moins maléfiques, au même titre que des animaux tels le ver de terre, le crapaud, le serpent… Tous ont le point commun d'être jugés rebutants par l'homme du fait de leur aspect ou des maladies qu'ils peuvent véhiculer. Le rat est en effet l'un des agents transmetteurs de la leptospirose, ainsi que des nombreuses épidémies de peste qui ont parcouru l'Europe. Le rat et la souris souillent également certaines réserves alimentaires. Il n'est ainsi pas étonnant que, depuis le Moyen Âge, leur valeur symbolique soit généralement négative. Ainsi, la Bible les considère négativement à cause de leur rôle de nuisible. Ils sont jugés hostiles à l'homme et signifient alors le mal, la peste et le diable.
De par la nature superstitieuse des gens au Moyen Âge mais aussi de par l'image maléfique ou malfaisante des rats, bon nombre de superstitions ont vu le jour. De même, pour se débarrasser de ces indésirables, d'autres superstitions ont vu le jour. Généralement, apercevoir un rat est un funeste présage. Par exemple si des rats rongent des meubles dans une maison, particulièrement dans une chambre, c'est qu'un des membres de la maison ou de la famille va bientôt mourir. Pour se débarrasser de cet animal malfaisant voire maléfique, on a parfois recours à des éléments religieux. Il faut notamment asperger trois coins du grenier d'eau bénite le premier dimanche du carême. Les rats doivent alors s'enfuir par le coin restant.
Les différentes superstitions sur le rat sont les suivantes :
- Si des rats rongent des meubles dans une maison, particulièrement dans une chambre à coucher, c'est qu'un des membres de la maison ou de la famille va bientôt mourir.
- Si des rats quittent une maison sans en être chassés c'est que celle-ci va s'effondrer.
- Si des rats quittent un navire, c'est que celui-ci va sombrer.
- Si des rats pénètrent dans une maison sans raison apparente, c'est une fois de plus annonciateur de mort.
- Si un enfant jette au rat une dent de lait qu'il vient de perdre, en lui en demandant une nouvelle dent plus belle et plus solide, alors il aura une jolie dentition.

Et celles pour s'en débarrasser :
- Lire l'Évangile selon Saint-Jean dans trois coins d'une maison, les rats s'échapperont alors par le quatrième. Sagement choisi, ce quatrième coin peut même les diriger vers la maison d'un voisin trop riche que vous méprisez.
- Aspergez trois coins du grenier d'eau bénite le premier dimanche du carême. Les rats sont alors censés s'enfuir par le quatrième coin.
- Enduire les rats de colle et de plumes et y mettre le feu.
- Introduire de l'ail dans le rectum du rat, recoudre, et le laisser retourner auprès des siens. Le rat était alors censé raconter ses malheurs à ses congénères et les décourager de s'approcher des hommes.
- Planter dans les champs à protéger un écriteau avec la formule magique suivante : « Je vous conjure tous, méchants rats qui êtes ici, de ne me faire aucun tort. Je vous défends ce champ, et si après ma défense, je vous y retrouve jamais, j'atteste la mère des dieux que je vous couperai en sept morceaux! »
- Placer un baril de bière là où il y avait des rats et faire flotter sur la bière une grande quantité de bouchons de liège. Les rats sont censés prendre les bouchons pour un couvercle stable et s'y aventurer. Les bouchons se dérobent sous leurs pattes, et ils n'arrivent plus à sortir du tonneau. Ivres sous l'effet de l'alcool, ils se noient.
- Adopter un rat albinos. En le voyant, les rats sauvages le prennent pour un fantôme et déguerpissent.
- On pouvait réciter cette phrase : « Rat, rate ou souriate, souviens-toi que sainte Gertrude est morte pour toi dans un coffre de fer rouge ; je te conjure, au nom du grand Dieu vivant, de t’en aller hors de mes bâtiments et héritages »[8].

### Légendes et mythes

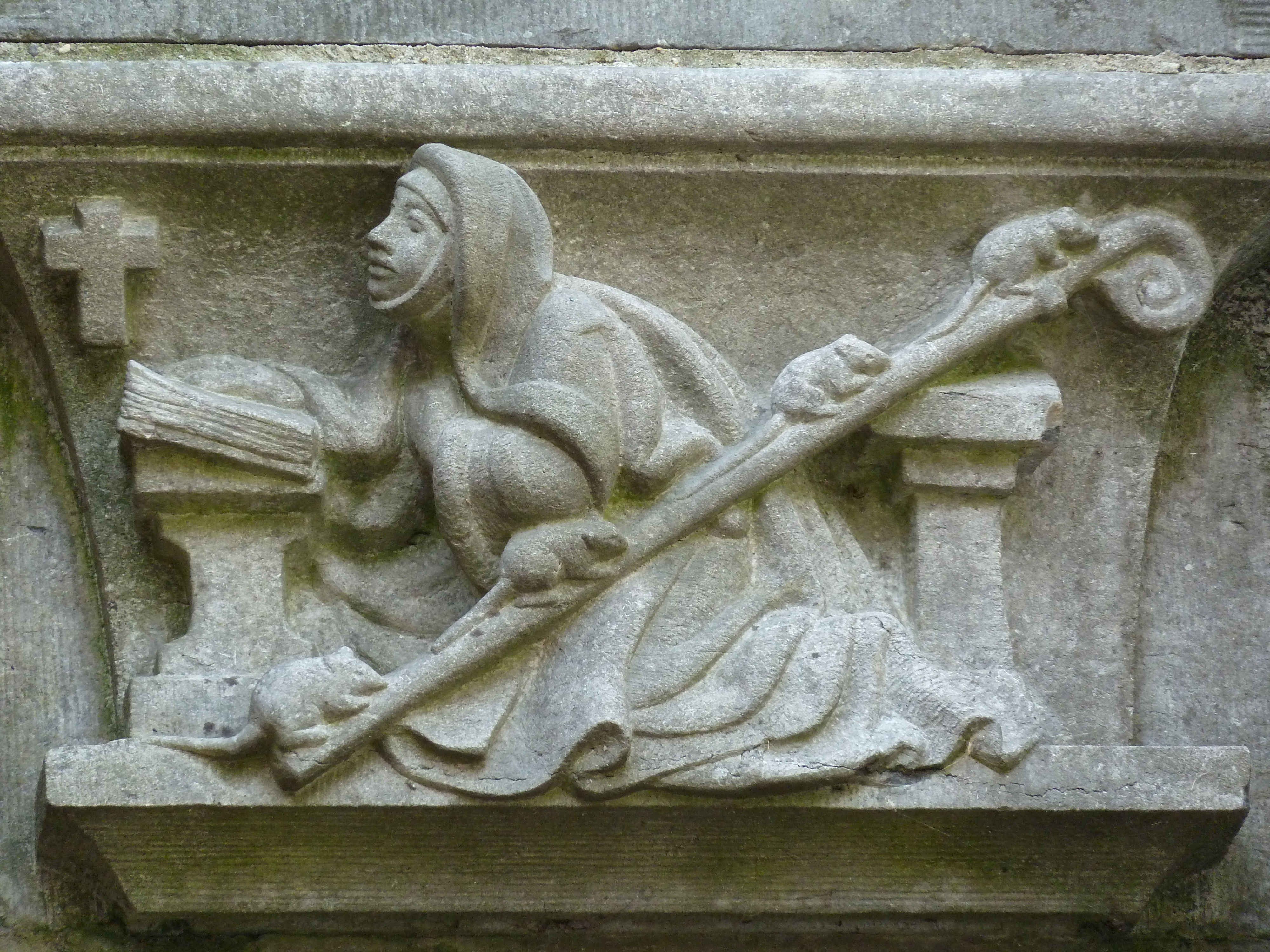
Bas-relief représentant sainte Gertrude et des rats ou souris à Utrecht.

Indésirables et propagateurs d'épidémies, la souris mais surtout le rat ont souvent suscité le dégoût, la répugnance et par la crainte. Ils ont ainsi alimenté l'imaginaire collectif et ainsi le folklore et les légendes.
Dans l'iconographie médiévale, une sainte était associée aux rats et aux souris. Il s'agit de Gertrude de Nivelles, qui était une moniale et sainte franque du VIIe siècle. Dans de nombreuses représentations d'elle, des rats ou des souris grimpent le long de sa robe ou encore le long de la crosse qu'elle tient,,. Au XVe siècle, une légende fait qu'elle est invoquée contre la fièvre, les invasions de rats et de souris. Selon certaines sources[évasif], si elle est représentée avec des rats et des souris, c'est peut-être parce que l'on a voulu symboliser le diable dont Gertrude parvient à triompher. Mais de nombreuses théories sont avancées.

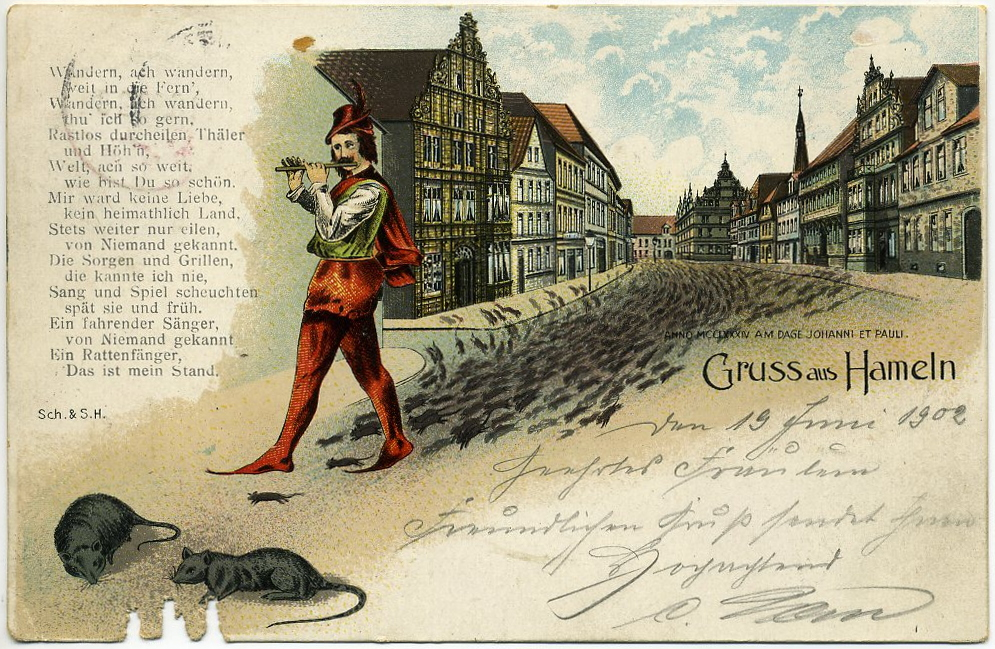
Le joueur de flûte de Hamelin menant les rats de la ville à la rivière.

L'une des légendes les plus connues concernant le rat est, sans doute, celle du joueur de flûte de Hamelin. Le conte raconte qu'en l'année 1284, en la ville d'Hamelin en Allemagne vint un joueur de flûte : un dératiseur. En ce temps-là, la ville était envahie par les rats et les habitants mouraient de faim. Le maire de Hamelin promit au joueur de flûte une prime de mille écus pour les débarrasser des rats qui infestaient la ville. L'homme prit sa flûte et attira, par sa musique, les rats qui le suivirent jusqu'à la rivière Weser qui arrose la ville, où ils se noyèrent. Bien que la ville fût ainsi libérée des rongeurs, les habitants revinrent sur leur promesse et refusèrent de payer le joueur de flûte en le chassant à coup de pierres. Il quitta le pays, mais revint quelques semaines plus tard. Lorsqu'il y eut une nuit paisible, il joua de nouveau de sa flûte, attirant cette fois les enfants de Hamelin. Cent trente garçons et filles le suivirent hors de la ville jusqu'à une grotte qui se referma derrière eux, ou alors, le joueur de flûte aurait aussi emmené les enfants de Hamelin à la rivière ou au sommet d'une montagne. Les parents, eux, ne les revirent jamais plus.

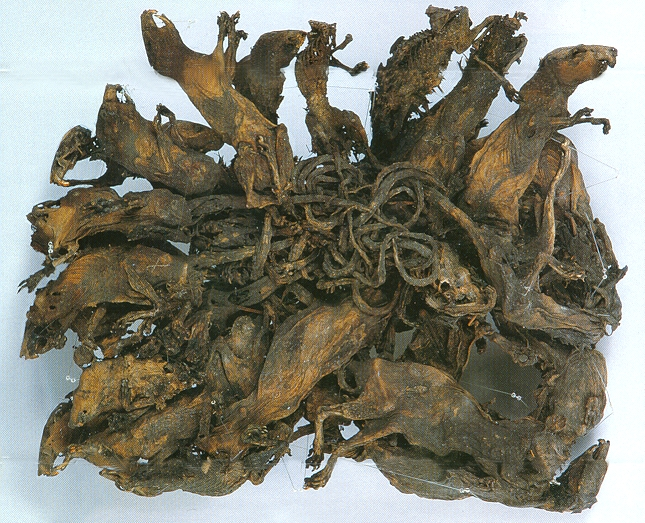
Roi de rats présent au Mauritianum museum de Altenbourg en Allemagne.

Les premières mentions de cette histoire semblent remonter à un vitrail placé dans l'église de Hamelin aux environs de 1300 et décrit dans différents documents entre le XVIe siècle et le XVIIe siècle, mais détruit peu après. Ce vitrail est généralement considéré comme ayant été créé en mémoire du tragique événement qui serait survenu dans la ville. Mais malgré de nombreuses recherches, on n'a pu trouver d'événement historique auquel rattacher la légende. Au départ, les rats ne faisaient pas partie de l'histoire.
Une autre croyance populaire prend naissance en Allemagne, il s'agît du roi de rats (Rattenkönig) qui est en fait un regroupement de rats dont les queues sont entrelacées, souvent prises dans une gangue composée de paille, d'excréments et de poils. C'est un phénomène rare, dont la réalité est contestée. Cette expression viendrait d'une légende allemande selon laquelle le prince des rats aurait utilisé cet assemblage de rats pour devenir le roi des rats et ainsi battre son adversaire. Un spécimen datant de 1828 se compose de trente-deux rats, le plus petit roi ne comprend que deux rats.

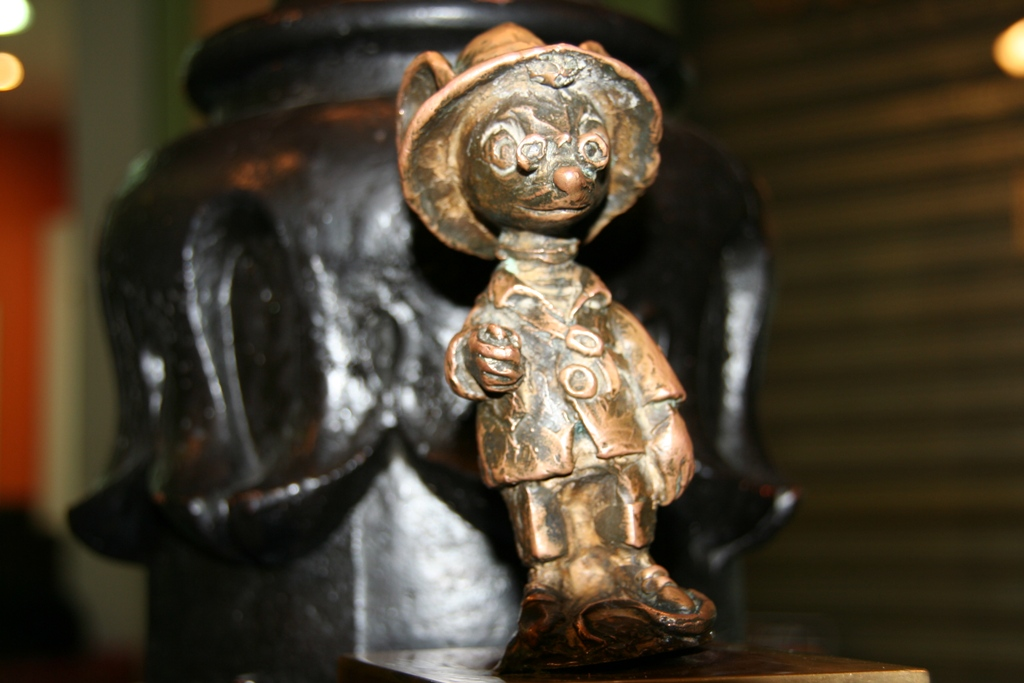
Statue du Ratoncito Pérez à Madrid, équivalent hispanique de la petite souris.

La petite souris, est une créature fantastique censée remplacer par un cadeau ou de l’argent la dent de lait que les enfants ont perdue, s’ils la laissent sous leur oreiller avant de s’endormir. De très nombreuses histoires ont été écrites sur ce sujet. L'origine la plus vraisemblable de la petite souris vient d'un conte français du XVIIe siècle de la baronne d’Aulnoy : La Bonne Petite Souris. On y parle d'une fée qui se transforme en souris pour aider une reine à vaincre un méchant roi, en se cachant sous l'oreiller du roi puis en lui faisant tomber toutes ses dents. Les Anglo-Saxons et les Canadiens francophones donnent ce rôle à la « fée des dents », aussi appelée la « fée Quenotte ». En Espagne et en Amérique latine, c'est la « petite souris Pérez » qui est associée à cette tâche. La souris Ratón Pérez apparait tout d'abord en 1877 dans un recueil de contes populaires (Cuentos, oraciones, adivinanzas y refranes populares). Ce personnage inspire alors Luis Coloma, qui la fait entrer dans le folklore espagnol en lui donnant son rôle d'échangeuse de dents dans son long métrage d'animation El Ratón Pérez

### Dans les arts

#### Contes, fables et comptines

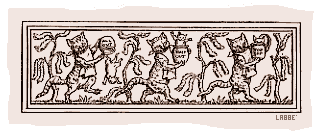
Illustration de Walter Crane pour le conte Chat et souris associés des frères Grimm.

En Europe, le rat et la souris sont donc présents dans les contes, puisque les frères Grimm ont notamment transcrit la légende du joueur de flûte de Hamelin au XIXe siècle, que la baronne d’Aulnoy a écrit La Bonne Petite Souris au XVIIe siècle et que la « petite souris Pérez » apparaît dans différents contes hispaniques au XIXe siècle. La souris est aussi présente dans La petite souris grise écrit la Comtesse de Ségur (1799 - 1874), où la fée « Détestable » a l'apparence d'une souris.
Un autre conte des frères Grimm met en scène un de ces deux animaux, il s'agit de Chat et souris associés. Dans ce conte, un chat et une souris se sont mis en ménage et vivent dans un grenier. En prévision de l'hiver, ils font des provisions qu'ils cachent sous l'autel d'une église. Mais le chat, qui a faim, s'éclipse souvent pour aller manger seul les provisions. Quand l'hiver vient et qu'ils décident d'aller les chercher, elles ont disparu. La souris comprend alors, et le chat ne fait qu'une bouchée de cette dernière.

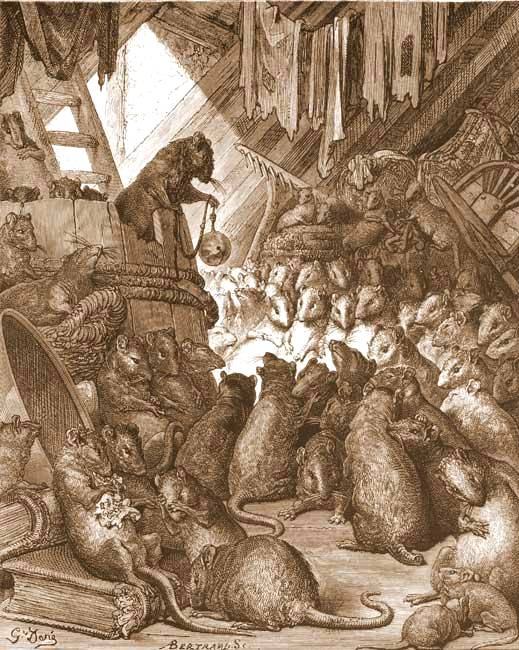
Illustration de Gustave Doré pour la fable Conseil tenu par les rats de Jean de La Fontaine.

Rat et souris sont aussi très présents dans les fables. De nombreuses fables de Jean de La Fontaine parlent du rat et de la souris et leur prêtent des caractéristiques anthropomorphes. Il s'inspire beaucoup des fables d'Ésope. Parmi les fables de La Fontaine, on en compte pas moins de douze ayant le mot « rat » dans leur titre et cinq ont le mot « souris » ou « souriceau » dans leur titre. Le rat est représenté seize fois dans les fables,, huit d'entre elles ne le distinguent pas de la souris.
Le poète mélange rat et souris au fil des textes en confondant maintes fois rats et souris au gré des vers. Rats et souris jouent dans les fables de La Fontaine divers rôles et montrent différents traits de caractère : de la sagesse ou de l'inexpérience, mais aussi de la vanité, de la fidélité, de la témérité et de l'oisiveté.
Les douze fables de Jean de La Fontaine ayant dans le titre le mot « rat » sont, par ordre chronologique :
Le Rat de ville et le Rat des champs, Le Chat et un vieux Rat, Le Combat des Rats et des Belettes, La Grenouille et le Rat, Conseil tenu par les rats, Le Lion et le Rat, Le Rat qui s'est retiré du monde, Le Rat et l'Huître, Le Rat et l'Éléphant, Le Chat et le Rat, Les Deux Rats, le Renard et l'Œuf et Le Corbeau, la Gazelle, la Tortue et le Rat. Les cinq fables ayant dans le titre le mot « souris » ou « souriceau » sont, par ordre chronologique : Le Cochet, le Chat et le Souriceau, Les Souris et le Chat-Huant, La Souris métamorphosée en fille, La Querelle des chiens et des chats, et celle des chats et des souris et Le Vieux Chat et la Jeune Souris.

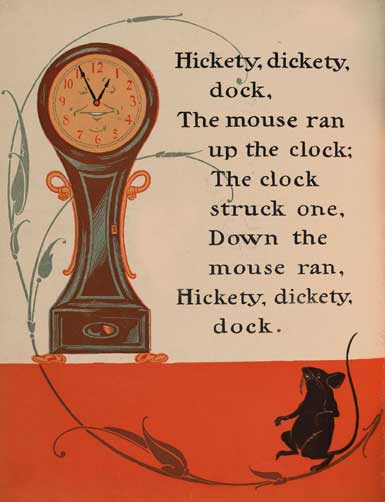
Illustration de la comptine anglaise Hickory Dickory Dock.

La souris est également présente dans les comptines. La chanson enfantine la plus connue en France et parlant de la souris est, sans doute, Une souris verte. On peut également citer d'autres chansons enfantines comme j'ai trouvé dans mes cheveux ou encore un joli loir. En Angleterre, on retrouve la souris dans la célèbre comptine Hickory Dickory Dock, qui date de la seconde moitié du XVIIIe siècle, ou encore dans Three Blind Mice (« Trois souris aveugles »), dont une version figure sur l'album Stonedhenge du groupe Ten Years After.

#### Arts graphiques
Rats et souris sont également très présents dans les arts graphiques : la gravure, la peinture et la sculpture.
On retrouve de nombreuses illustrations des contes et des fables et ce dès le XVIIIe siècle avec Jean-Baptiste Oudry mais surtout au XIXe siècle avec de nombreux graveurs comme J.J. Grandville, Alexandre-Gabriel Decamps et Gustave Doré ou encore avec des peintres animaliers tel Philibert Léon Couturier,.

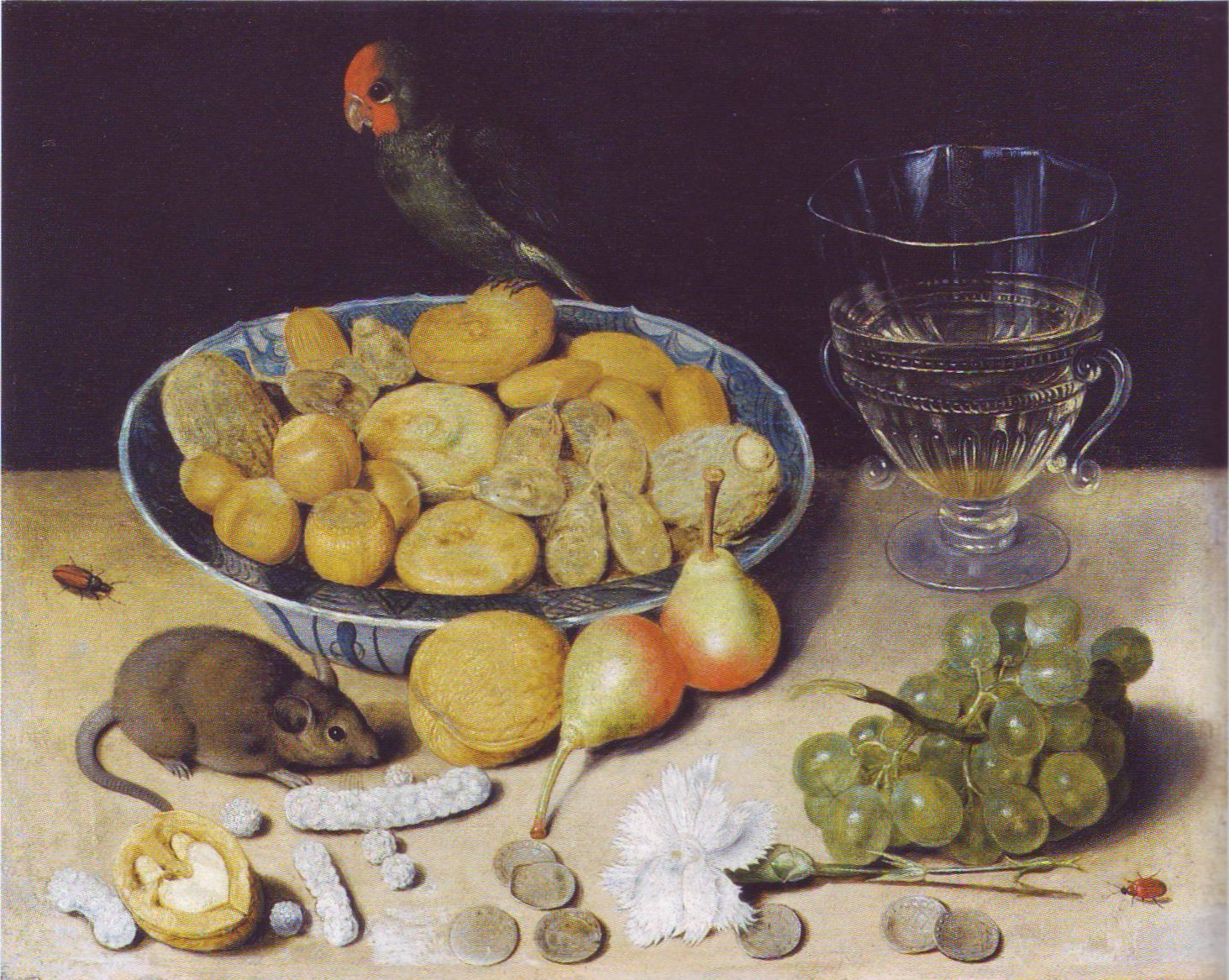
Wein und Konfekt, Maus und Papagei, tableau de Georg Flegel.

Les ouvrages plus anciens ne sont pas non plus à exclure. Au Moyen Âge, on peut noter les œuvres qui concernent la légende de la ville de Hamelin (comme l'iconographie qui se rattache à la légende ou encore le vitrail), l'iconographie médiévale liée au culte de sainte Gertrude mais aussi les sculptures qui l'accompagnent. Encore aujourd'hui on peut trouver au château de Vaillac, dans le Lot situé au sud-ouest de la France), une fresque datant du Moyen Âge qui représente une tour envahie de rats ou de souris. Au sommet de la tour, l'on aperçoit un chat couronné. Encore une fois, est représenté le dualisme entre le rongeur et le félin.
Le peintre néerlandais Jérôme Bosch (v.1453-v.1516) fait apparaître rats ou souris dans son triptyque intitulé Le Jardin des délices, œuvre complexe et énigmatique qui est sans doute la peinture la plus célèbre de l'artiste. On aperçoit également des rats ou des souris dans des natures mortes comme dans quelques toiles de l'allemand Georg Flegel et du néerlandais Willem van Aelst aux XVIe et XVIIe siècles ; mais aussi dans d'autres types de peintures, comme la peinture de genre, avec le tableau La femme et la souris, peinture de 1798 à l'huile sur bois de Martin Drolling. Ils sont visibles également dans certaines œuvres pour renforcer l'horreur d'une scène, comme dans la peinture flamande du XVIe siècle représentant la tête coupée de Médusa.

### Héraldique

Blason de la famille de Muyser Lantwyck.

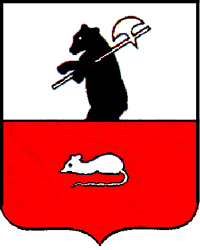
Blason de la ville Mychkine en Russie.

L'utilisation de la souris et du rat en héraldique est rare, ils n'en sont pas pour autant absent. L'héraldiste Théodore de Renesse dénombre à la fin du XIXe siècle douze familles européennes ayant un rat sur leur blason.
Le rat symboliserait peut-être la prudence et la discrétion.
La famille de Muyser Lantwyck, famille belge remontant au début du XVe siècle, porte, entre autres meubles dans ses armoiries, une souris capturée par un chat.
De même, le blason familial du dramaturge Jean Racine représentait, sous forme de rébus, un rat au-dessus d'un cygne (Racine ≈ rat-cygne). Appréciant peu la figure du « vilain rat » qui « [le] choquait », Jean Racine ne conserva que le cygne, une figure héraldique beaucoup plus appréciée, dans les armes qu'il fit enregistrer en 1697, en conformité avec l'édit royal de novembre 1696.
En France, les communes d'Arleux-en-Gohelle et Riencourt-lès-Bapaume dans le Pas-de-Calais utilisent le rat dans leurs armoiries ; ils sont au nombre de neuf et symbolisent leur appartenance à l'évêché d'Arras. Au Moyen Âge ou dans les temps modernes, le rat se trouve associé à la ville d'Arras par un rébus (à ras, à rats). Des rats étaient représentés sur le blason de cette dernière,. En Russie, la ville de Mychkine a sur son blason un ours et une souris. En russe, mych signifie souris.

## Dans le reste du monde

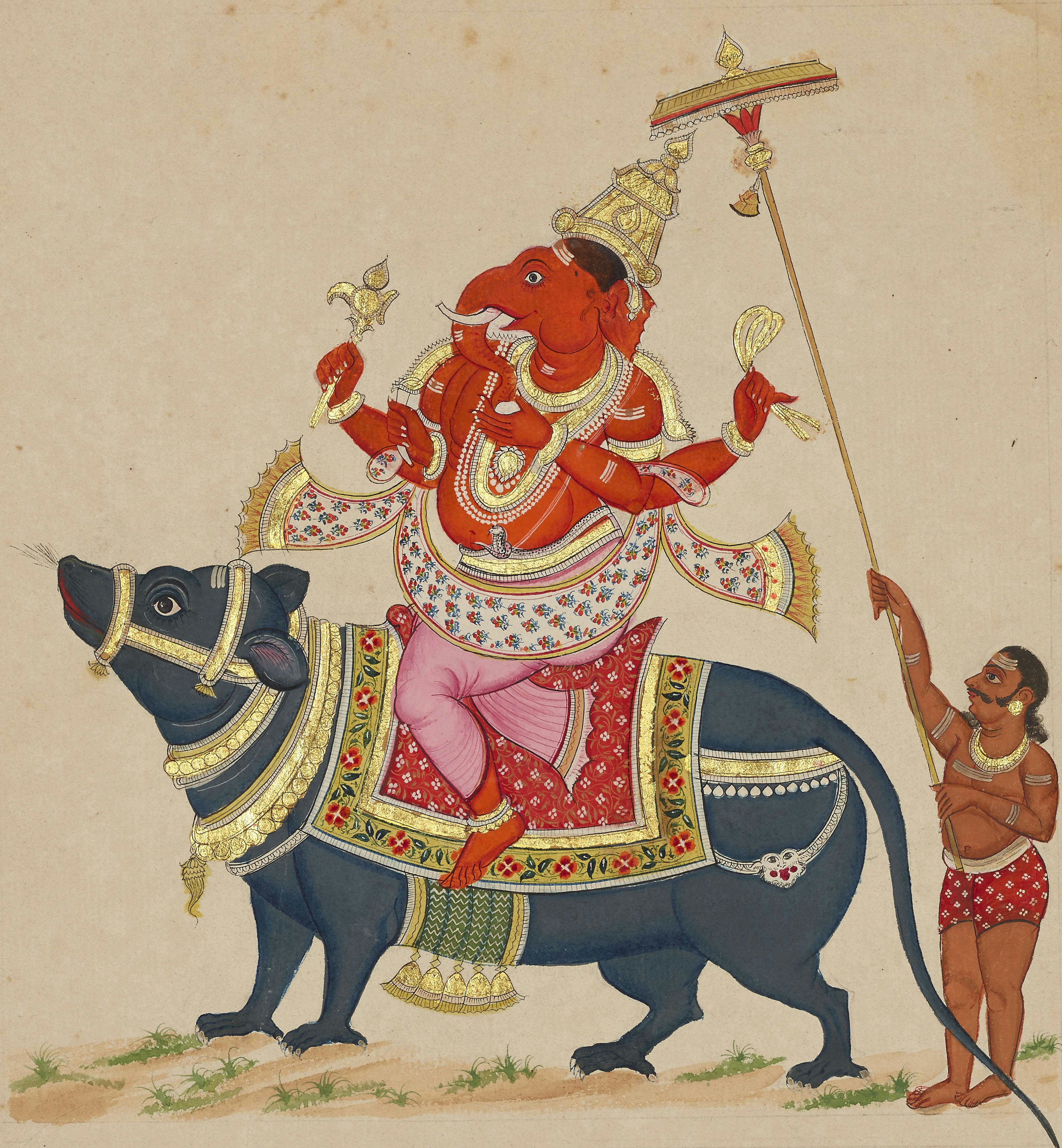
Ganesh et sa monture le rat. Peinture de style Company Paintings (École de Tanjore ou de Trichinopoly).

En Asie, rat et souris sont parfois l'objet de cultes locaux, ils sont parfois considérés sacrés et sont très souvent liée aux divinités hindouistes et bouddhistes. En Chine, le rat (ou souris) est un signe d'astrologie chinoise, il est décrit comme étant ambitieux, charmeur, imaginatif et passionné. C'est l'un des signes favorables : celui de l'abondance. Car beaucoup de rats signifient beaucoup de récoltes (blé et riz principalement). Il est parfois également considéré comme un animal de l'âme, probablement à cause de son intelligence et de sa sociabilité.
Ainsi, en Chine du Sud, le rat est censé avoir apporté le riz à l'homme. Au Japon, le rat est associé à la chance et en Inde, le rat ou la souris est la monture de Ganesh, dieu de la chance et de la sagesse. Ils y revêtent donc des aspects positifs et si, comme en Europe, le rat est lié à l'argent, en Europe il est associé à l'avarice alors qu'en Asie il est généralement symbole de prospérité. Le rat et la souris se rencontrent principalement dans les croyances populaires d'Inde et d'Extrême-Orient mais on les retrouve aussi dans d'autres parties de l'Asie et sur d'autres continents telle l'Afrique, où ils ont diverses images. La souris est liée à la divination et aux présages dans certains lieux d'Afrique sub-saharienne comme ce fut parfois le cas dans l'Antiquité gréco-romaine et, dans un conte perse, le rat est en quelque sorte associé à la vanité et à l'inexpérience comme dans quelques-unes des fables d'Ésope et de Jean de La Fontaine.

### En Inde

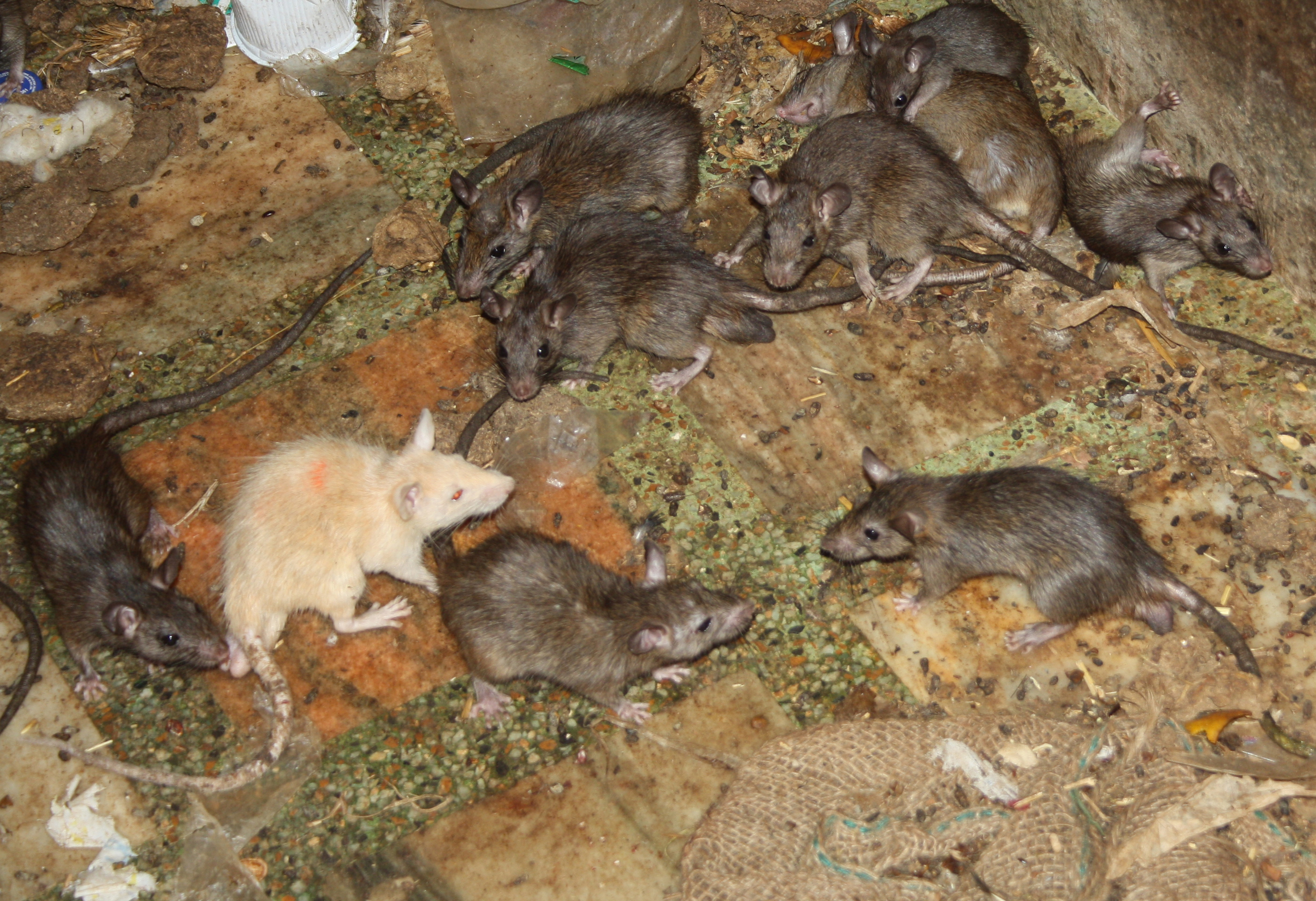
Rattus rattus au temple de Karni Mata en Inde.

Ganesh est traditionnellement représenté avec un corps de gros homme de couleur rouge possédant généralement quatre bras et une tête d’éléphant à une seule défense, son vāhana ou véhicule est un rat ou une souris, Mûshika. Ce dernier symbolise parfois le dieu à lui seul, comme peut le faire Nandi pour son père. Les deux se complètent, l’éléphant massif, puissant et réfléchi, le rat petit, mobile et malicieux, ont ainsi tous les atouts nécessaires pour résoudre les problèmes du monde.
Le temple de Karni Mata, en Inde dans l'Ëtat du Rajasthan, est un exemple des plus parlants que l'on puisse trouver pour montrer le caractère sacré de ce mammifère en Orient. Selon la légende locale, Karni, sage et mystique hindoue du XIVe siècle et incarnation de la Déesse Durga, implora le Dieu Yama, le Dieu des morts, qui juge et distribue les nouvelles naissances à chaque vie selon ses actes, de ressusciter le fils aimé d'un de ses conteurs, bardes et poètes. Finalement, Yama ramena à la vie tous les conteurs et poètes, mais non pas sous la forme d'une naissance humaine, mais en les réincarnant en rats, ainsi protégés par la sadhvi Karni Mata. Les rats sont les premiers dévots privilégiés de Karni Mata. Des milliers de rats vivant au sein du temple, la tradition dit qu'il y a quatre ou cinq rats blancs, que l'on considère comme particulièrement saints. Ils sont les manifestations de Karni Mata elle-même et de sa famille. Les apercevoir est un privilège et les visiteurs ont le devoir de leur donner de la nourriture. Les fidèles au temple de Karni Mata considèrent que la nourriture ou les boissons goûtées par les rats sont prasad, « bénies » ; ainsi, par exemple, les dévots trempent leurs doigts dans les bols de lait donnés à l'intention des rats, puis les lèchent ensuite en signe de communion avec la divinité. Un rat qui monte sur un pied humain est considéré comme une bénédiction de sa part.

### En Extrême-Orient

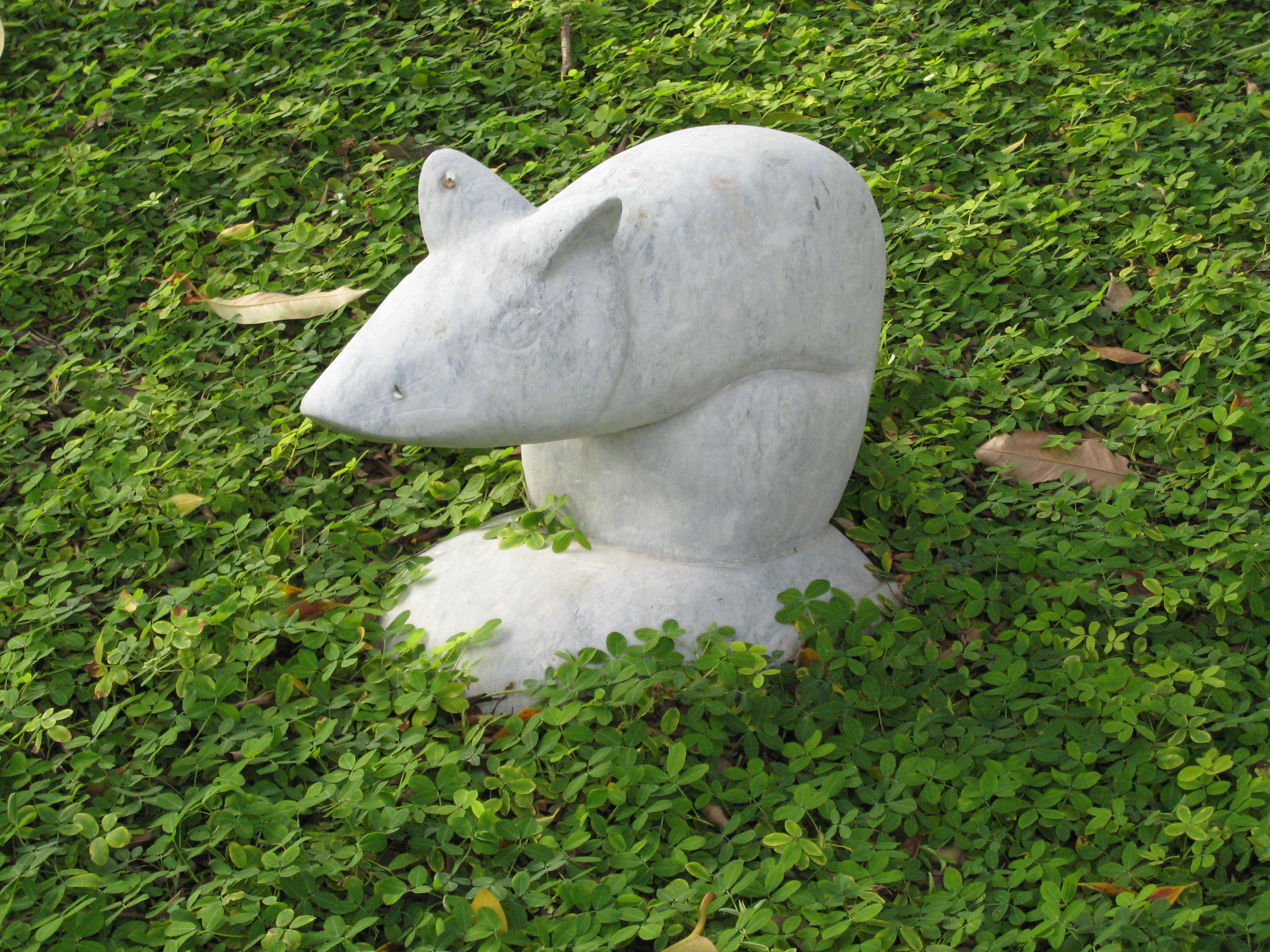
Statue du rat zodiacal dans un parc d'Hong Kong.

Le rat comme la souris se disent ordinairement en chinois : 鼠; pinyin : shǔ. Il en va de même pour d'autres langues d'Extrême-Orient. Comme en japonais, où l'idéogramme 鼠 (nezumi) désigne les deux animaux. Ainsi, il est souvient bien difficile, voire impossible, de distinguer rat et souris.

#### Astrologie, symboliques et légendes
En Extrême-Orient, le rat (ou la souris) fait partie de l'astrologie chinoise mais aussi dans l'astrologie tibétaine. Cette dernière possède quelques points communs avec l'astrologie chinoise. Dans le zodiaque chinois, il est le premier animal d'un cycle de douze animaux. Des légendes relatent comment les animaux furent choisis et comment fut déterminé leur ordre, mais les faits changent énormément d'un auteur ou d'un conteur à l'autre. Le plus souvent, la sélection se fait par le biais d’une course ou d'une sélection sous l’égide de l'Empereur de jade, chef des dieux, ou du Bouddha. Parfois c’est le porc qui arbitre, et les incidents se multiplient du fait de son incompétence. Deux anecdotes concernent le rat et en disent long sur son caractère dans la mythologie chinoise. Le rat aurait dupé le chat pour lui prendre sa place ou alors il ne l'aurait pas réveillé pour être sûr d'arriver avant lui ou pour que le chat, par sa grâce, ne vole du prestige au rat. Ensuite, sachant qu'à cause de sa petite taille il ne pourrait arriver premier par la force, il se serait faufilé parmi les autres animaux pour arriver premier ou alors aurait été porté par le bœuf lors de la traversée de la rivière et en aurait profité pour lui voler sa place et être ainsi le premier.

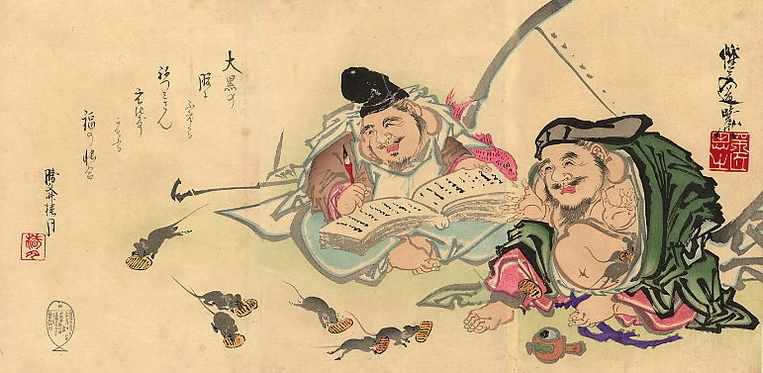
Œuvre représentant Daikokuten qui accueille des souris apportant de l'argent dans sa maison.

Rat et souris sont donc associés à la mesquinerie, mais surtout à la ruse et à l'intelligence. Ils sont également liés à l'argent, ce sont des animaux assidus, symbolisant la prospérité. Apercevoir un gros rat ou une grosse souris est un présage de richesse.
En Chine, le rat (ou la souris) a également l'image de la loyauté et de la perspicacité ; il est doté du pouvoir de divination. Une légende ancienne raconte qu'un lettré travaillait seul dans sa grande demeure, quand un rat apparut et se livra à diverses pitreries. L'homme appela un domestique pour se débarrasser de l'intrus mais aucun ne répondit. Il se leva alors pour poursuivre le rongeur mais, à peine quelques pas effectués, une poutre tomba à l'endroit où le lettré était anciennement assis. Le rat s'inclina et partit.
Au Japon, le rat (ou la souris) est considéré comme le messager de Daikokuten, divinité de la richesse, du commerce et des échanges. Le rongeur est également l'objet de contes, tel celui de Nezumi no Sumō, issu du folklore japonais.

#### Art extrême-oriental
Le rat ou la souris est présent dans l'art entrême-oriental, dans la peinture, la sculpture, la céramique, etc. On le retrouve en Chine sous différentes formes artistiques mais aussi au Viêt Nam, en particulier dans la peinture de Dong Ho, qui désigne une peinture de gravure sur bois. Il est également très visible dans l'estampe japonaise, dans l'ukiyo-e et dans le nihonga. On le retrouve principalement dans l'estampe dite kaidan, qui fait référence aux estampes représentant des histoires d'horreur et de fantômes et aux contes populaires japonais. Mais on le trouve aussi dans l'estampe dite kachō-ga, qui représente des images de fleurs, d'oiseaux et d'animaux des champs. La plus célèbre estampe concernant le rongeur est, sans doute, l'estampe polychrome de Yoshitoshi, qui représente un moine libertin transformé en rat grignotant alors un sûtra.

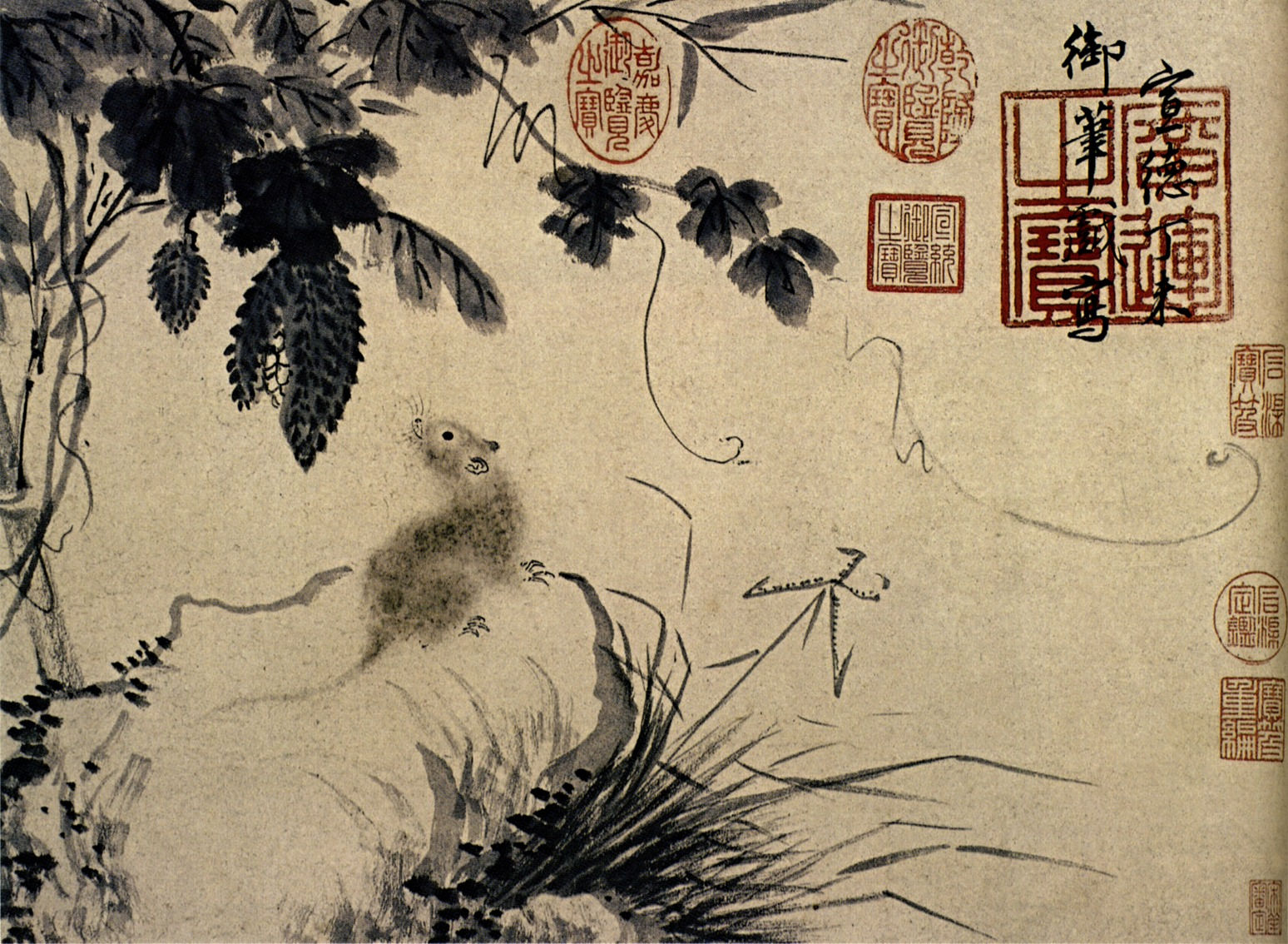
Souris et pierre, peinture chinoise du XVe siècle.
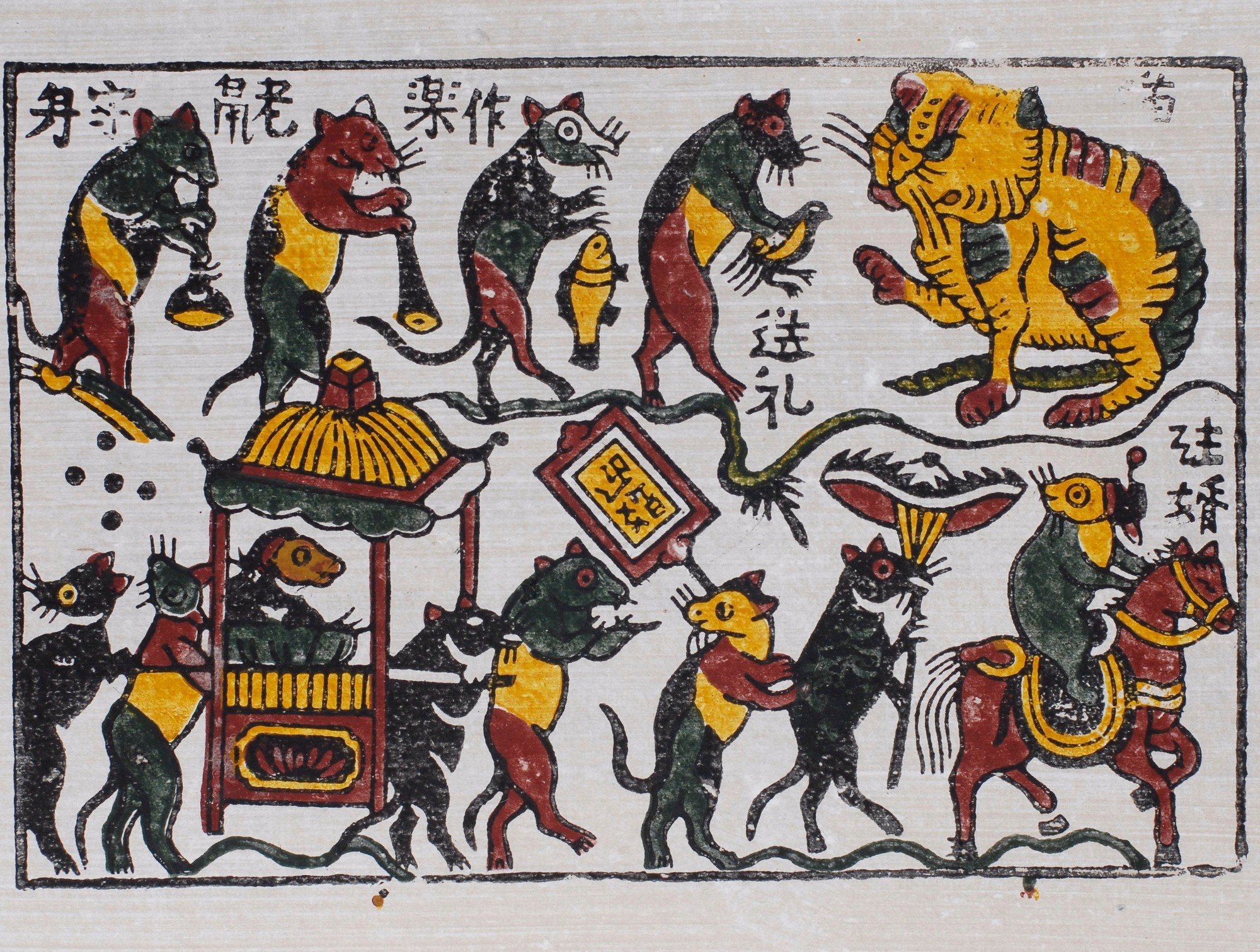
Đám cưới chuột, peinture de Dong Ho.
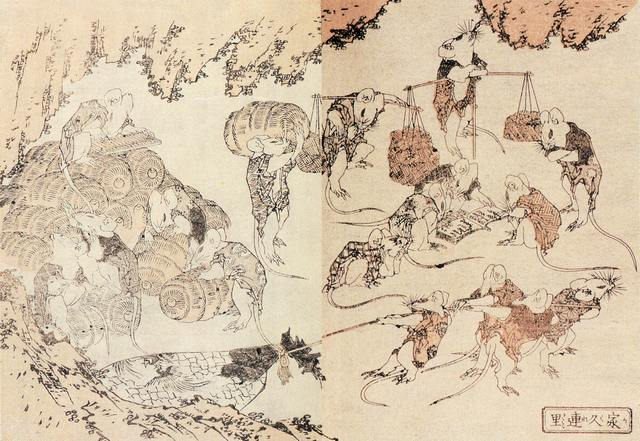
Kakurezato, ukiyo-e de Hokusai (1760-1849).
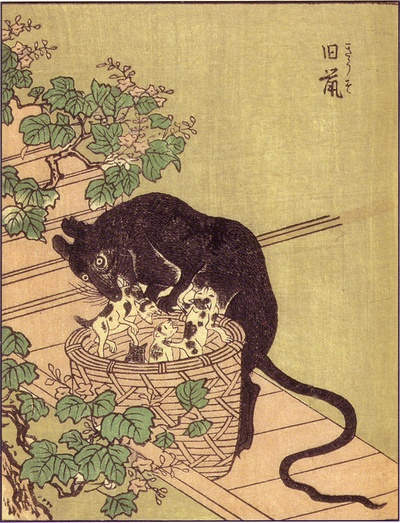
Kyuso, ukiyo-e de Takehara Shunsen (XIXe siècle).
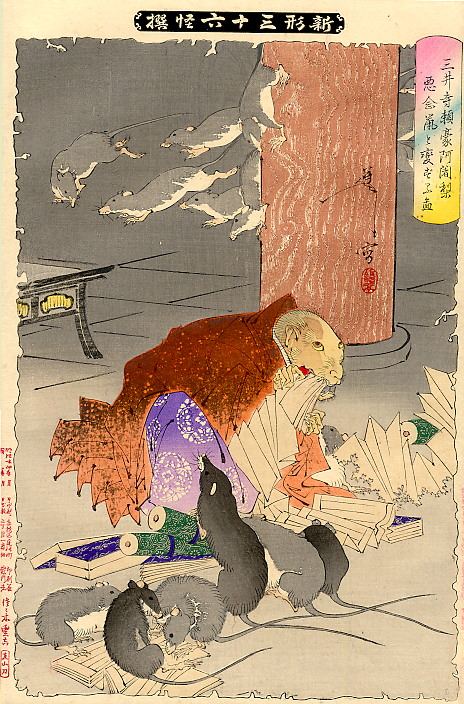
Le moine ajari du temple Miidera transformé en rat, ukiyo-e de Tsukioka Yoshitoshi (1839-1892).
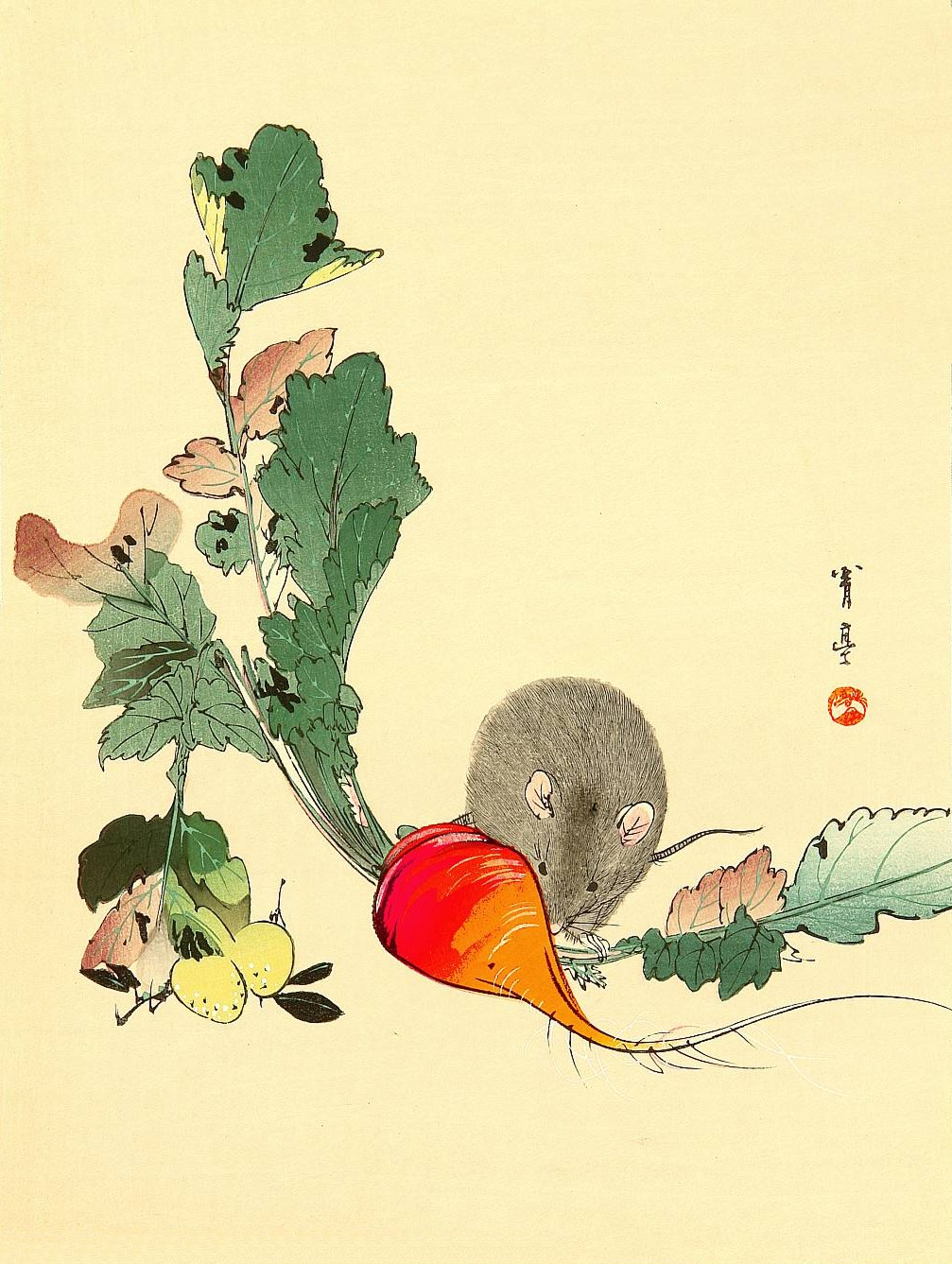
Souris et radis, nihon-ga de Watanabe Shōtei (1851-1918).

### En Afrique et au Moyen-Orient

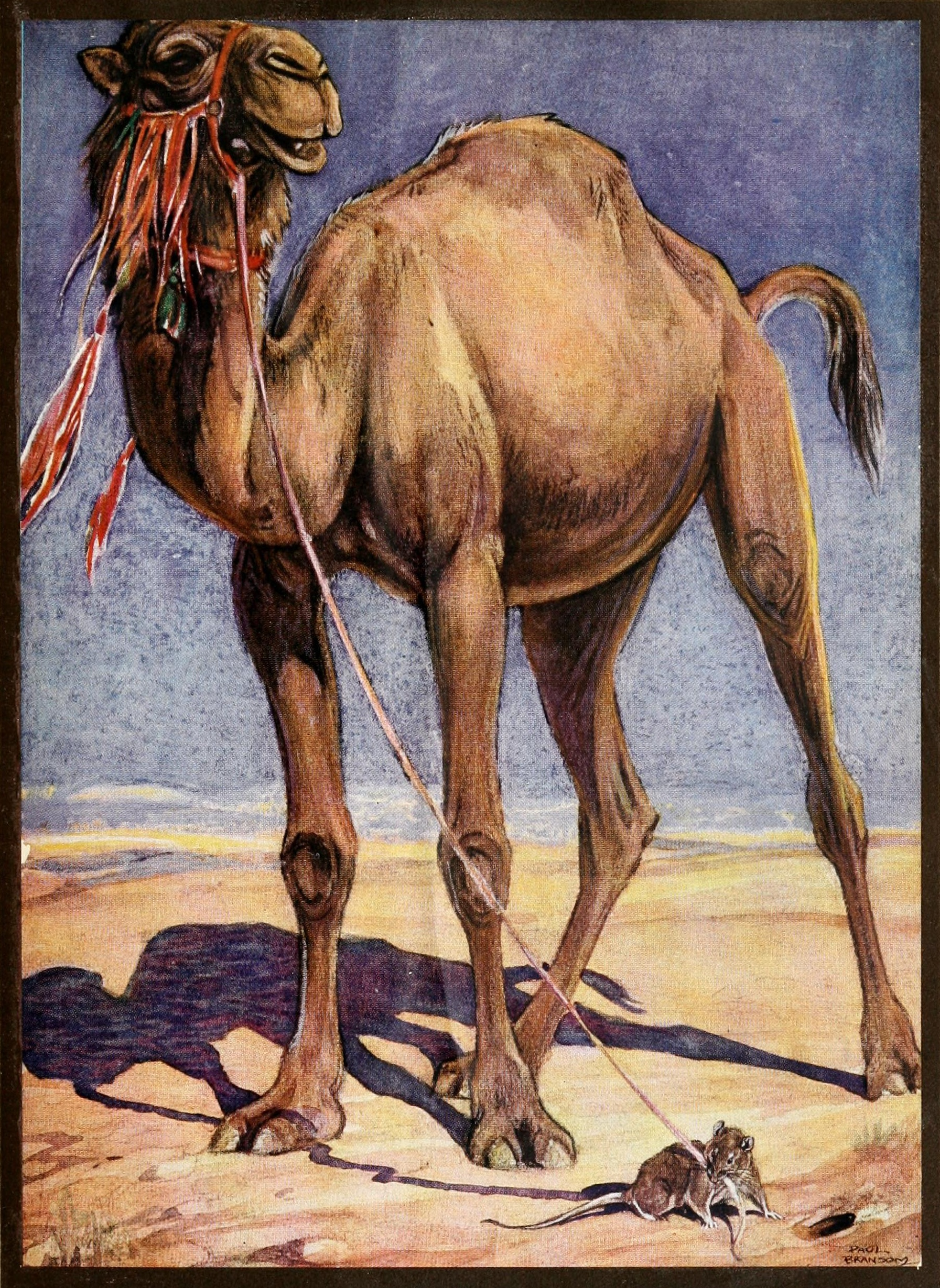
Illustration de l'américain Paul Bransom dans un recueil de fables.

En Afrique et au Moyen-Orient, rat et souris sont également présents dans l'ésotérisme et dans les contes.
L'oracle à souris ou boite de divination africaine (Baoulés) est une sorte de petit pot divisé verticalement en deux parties par une plaque horizontale percée d'un orifice. Le devin place une souris à jeun dans la partie basse. Dans la partie haute est disposée de la nourriture sur laquelle on pose des batonnets à pendentifs. En montant dans la partie supérieure de la « boite à oracle »" pour se nourrir, la souris déplace ces batonnets dont la nouvelle disposition est interprétée par le devin,,,.
En Afrique, l'on rencontre également le rat dans les contes, par exemple en Tunisie dans La cigale et le rat. Parmi plusieurs prétendants, seul le rat séduit la cigale et l'épouse. Tandis qu'elle s'occupait des tâches ménagères, elle manqua de se noyer dans la rivière, le rat l'entendit et la sauva grâce à sa queue. Il décida alors qu'il s'occuperait toujours des tâches ménagères. C'est pour cela que pendant que le rat semble très occupé, la cigale chante quand le soleil brille.
Au Moyen-Orient, c'est dans un conte persan que l'on retrouve le rat. Dans Le rat et le chameau, le rongeur essaye de voler l'animal qu'il a vu, se pensant alors très intelligent de voler un chameau. Il l'entraine par la bride et le chameau suit docilement. Mais, arrivé à une rivière, le rat ne peut traverser et le chameau, qui le peut, se moque alors de la vanité du rat. Dans d'autres versions, le rat ramène le chameau devant chez lui, mais la tanière du rat est bien trop petite pour le grand chameau et ce dernier lui fait remarquer sa bêtise.

### Autres parties du globe
- Dans la mythologie des tribus sibériennes (cf Sibérie), la Souris de terre est très curieusement le nom donné au mammouth[49],[50]
- Dans la mythologie Haïda (Ouest du Canada), la Vieille Femme Souris est la guide traditionnelle de ceux qui passent du monde humain aux mondes non humains [51]. Cette Vieille Femme Souris est décrite dans La geste d’Asdiwal et le combat des Kutqs de Claude Lévi-Strauss qui s'intéressa aux variations mythologiques des populations de la côte du Nord-Ouest canadien[52].

## De la fin duXIXesiècleà nos jours, dans les arts et la fiction
Dès le XVIIIe siècle, la distinction entre rats et souris apparaît de plus en plus clairement[Où ?]. Néanmoins selon certains auteurs, rats et souris semblent n'être que deux faces d'une même pièce. La souris avait commencé à cristalliser quelques sentiments de douceur dès les XVIIe et XVIIIe siècles (avec la petite souris, la présence de la souris dans les comptines), elle continue dans cette voie au XIXe siècle mais surtout au XXe siècle (avec le personnage de Mickey Mouse). Le rat apparaît, lui, encore plus noir, notamment dans la littérature où il prend place dans le genre de l'horreur dès la fin du XIXe siècle. On voit cependant un changement apparaître à la fin du XXe siècle, l'image du rat s'adoucit parfois. C'est aussi à cette époque que la souris et le rat se répandent en tant qu'animaux domestiques, tout d'abord comme animaux de laboratoire puis comme animaux de compagnie.

### Littérature et cinéma

#### Rat

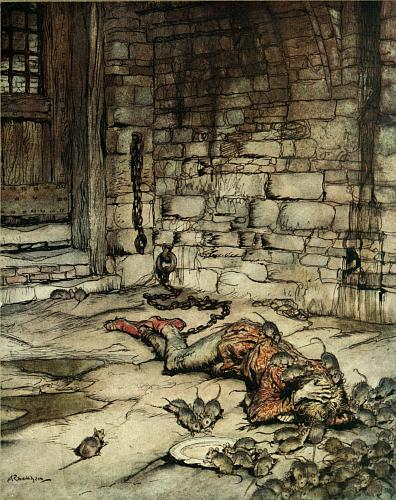
Illustration d'Arthur Rackham pour la ballade « Young Beichan » en 1919.

À la fin du XIXe siècle et au XXe siècle le rat est encore une fois intégré à la littérature mais c'est au genre de l'horreur qu'il est associé. Ainsi l'écrivain irlandais Bram Stoker écrit la nouvelle L'enterrement des rats et l'écrivain américain Howard Phillips Lovecraft la nouvelle Les Rats dans les murs, dans laquelle les rats sont anthropophages. Plus tardivement, on peut citer le romancier anglais James Herbert et la Tétralogie des rats qui comprend Les Rats, L'Empire des rats, Le Repaire des rats et The City. Parallèlement on peut évoquer l'écrivain français Bernard Lenteric avec L'empereur des rats et sa suite Le Prince héritier ou encore Stephen King avec sa nouvelle * Poste de nuit qui est par la suite adaptée en film.
Au cinéma et à la télévision aux XXe et XXIe siècles, le rat reste bien souvent associé aux films d'horreur. Dans Willard, film d'horreur américain sorti en 1971 et sa réadaptation de 2003, et dans Les rats de Manhattan, film franco-italien sorti en 1984, mais aussi dans le téléfilm allemand de 2001 Rats : L'invasion commence (Ratten - sie werden dich kriegen!) et son remake français de 2006 Alerte à Paris ! le rat garde son côté de vermine terrifiante, prolifique et propagatrice d'épidémies.
Dans les dernières décennies du XXe siècle et dans les années 2000, l'image du rat reste souvent la même mais évolue tout de même. Il bénéficie alors d'une image parfois un peu plus positive, sans doute due au recours plus fréquent du rat brun en laboratoire et aux débuts du rat brun en tant qu'animal de compagnie dans les années 1980. L'écrivain anglais Terry Pratchett publie en 2001, le premier volume indépendant de la série fantastique Les Annales du Disque-Monde dont le titre est Le Fabuleux Maurice et ses rongeurs savants et dans lequel l'auteur parodie les légendes du joueur de flûte de Hamelin et du Roi de rats. On remarque aussi ce changement dans des films, comme Mon oncle d'Amérique, film français réalisé par Alain Resnais en 1980, dans lequel le récit est entrecoupé d’expériences avec des rats, expliquant le comportement des personnages, ou encore dans Rat de Steve Barron (2000), dans lequel le père de famille est transformé en rat.
Le rat apparaît également dans les livres pour enfants, notamment avec "Les enfants rats". Françoise Jay. Plon. 2009. De même, une méthode destinée à l'apprentissage de la lecture des tout jeunes enfants s'appelle la méthode Ratus. Ratus, un rat vert, en est le personnage principal. En accompagnement aux manuels scolaires Ratus est le héros d'une série de petites histoires, "Ratus poche".
Dans le Cycle des chats de Bernard Werber, les rats envahissent le monde et transmettent une peste mutante. Parmi les rats du cycle des chats, on peut citer Tamerlan, Paul, Cambyse et Alcapone.

#### Souris

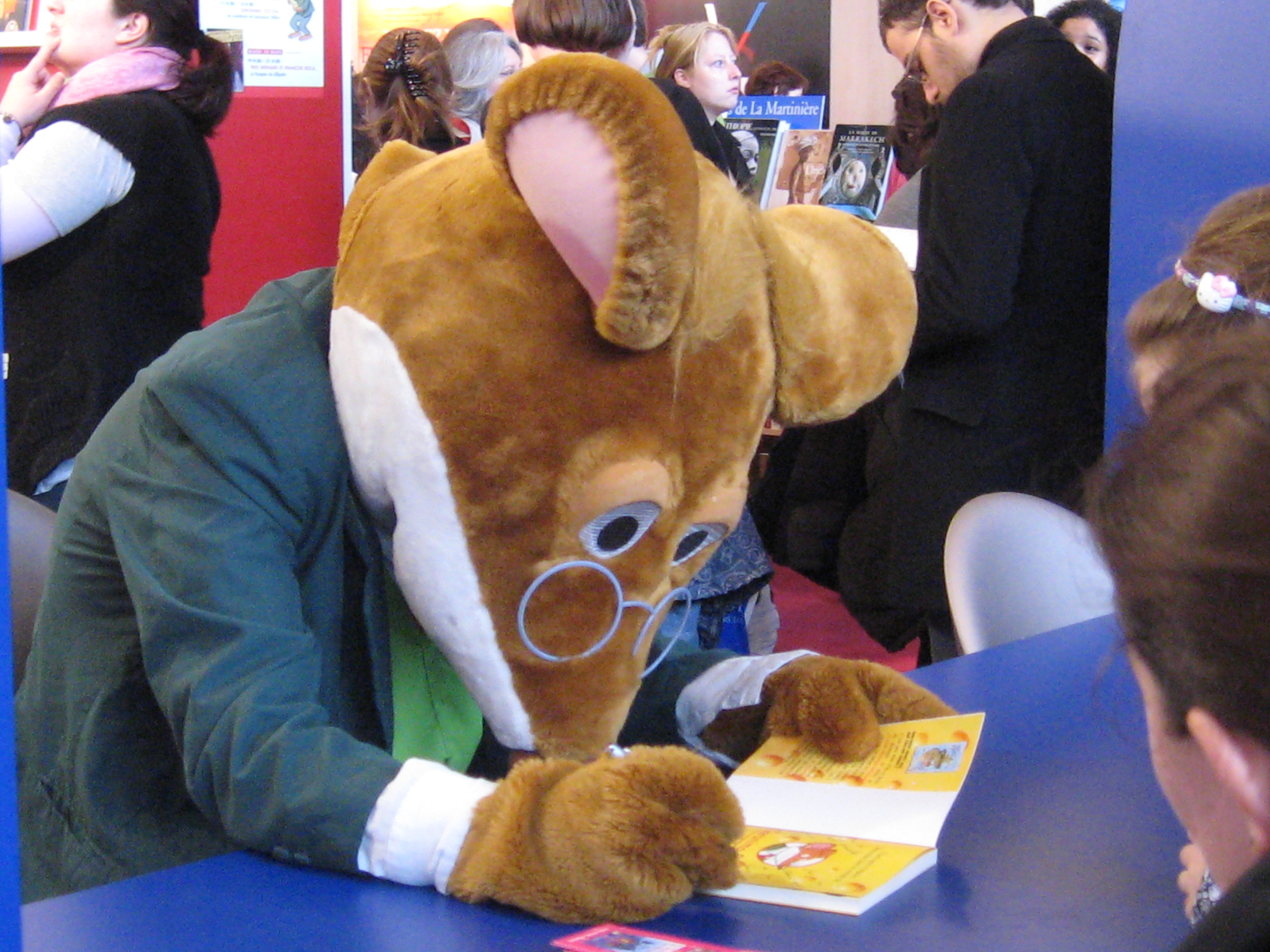
L'auteur de « Geronimo Stilton » déguisé sous les traits de son personnage, au Salon du livre de Paris.

La souris reste également présente dans les contes à la fin du XIXe siècle et au XXe siècle comme dans le conte Souricette écrit par Sara Cone Bryant et apparaît de plus en plus dans les livres pour enfants, notamment ceux de l’illustratrice Beatrix Potter, qui a très souvent choisi des souris des bois ou des souris domestiques comme personnages de ses livres pour enfants. Par exemple, la souris de bois Madame Trotte-Menu (1910) et les élégantes souris domestiques dans Le Tailleur de Gloucester (en) (1903). Des souris font partie des personnages[Information douteuse] du roman Des souris et des hommes (1937) de John Steinbeck.
On la retrouve plus récemment dans Le chat et la souris voyagent dans l'espace, conte écrit par Henriette Bichonnier, illustré par Pierre Cornuel, publié en 1983 aux éditions Grasset et réédité en 2003 (éditions Grasset). Mais surtout depuis 2000, avec la série de livres pour enfants originaire d'Italie Geronimo Stilton. Le personnage principal et l'auteur fictif portent ce même nom, le véritable auteur en est Elisabetta Dami. En 2009, les livres ont été adaptés en une série de dessin animé.
Pour la littérature de science fiction, on peut citer le best seller Des fleurs pour Algernon de Daniel Keyes (1966) qui met en scène une souris ayant une intelligence supérieure. En 2018, dans le recueil Ab origine fidelis, Jérémy Lasseaux montre une souris devenue immortelle (dans les nouvelles "Tempus edax rerum" et "Vae soli").
La souris n'est pas non plus absente des films, on la voit apparaître dans le film Stuart Little, sorti en 1999, et ses suites. Le film est inspiré du livre du même nom de E. B. White, publié en 1945. Mais la souris est avant tout présente dans les dessins-animés et les films d'animations.

### Bande-dessinée et animation
On trouve la souris dans la bande-dessinée et dans de nombreux dessins animées et films d'animations, parfois adaptés de livres pour enfants. La souris revêt parfois un rôle anthropomorphique, la plus connue est sans doute Mickey Mouse c'est-à-dire « Mickey la souris » qui est mondialement connue et qui est présente dans de très nombreux dessins animés et bandes dessinées, cette souris a pour conjointe Minnie Mouse. Mickey est la mascotte des studios Walt Disney. On retrouve également ce muridé dans d'autres longs-métrages d'animation où il a un rôle anthropomorphique tels ceux mettant en scène les personnages de Bernard et Bianca, mais aussi ceux mettant en scène Brisby et Fievel, sans oublier le film Basil, détective privé et le film croate Lapitch, le petit cordonnier.
On retrouve également l'animal dans des séries d'animation comme Mighty Mouse, Tom et Jerry, Minus et Cortex Dare Dare Motus. Le mammifère y interprète des rôles divers allant du petit animal malin, comme Basil la version souris de Sherlock Holmes ou encore Jerry qui parvient à échapper au chat Tom, à l'animal bête ou pernicieux qui désire conquérir le monde, comme Minus et Cortex. Et l'on voit également la souris comme un être fragile comme Brisby ou au contraire comme un être fort comme Mighty Mouse. Elle reste le plus souvent sympathique.
Le rat apparaît aussi dans plusieurs films d'animation américains dans lesquels les rats jouent des rôles divers. On peut citer Brisby et le secret de NIMH, Basil, détective privé et surtout Ratatouille,,. Dans le premier, Brisby est une souris aidée par des rats de laboratoire intelligents qui se sont évadés et qui se trouvent être selon les personnages amicaux ou violents. Dans Basil, détective privé, le rat se voit cantonné au rôle du méchant, rival de la souris. Enfin dans Ratatouille, un rat d'égout se voit devenir un « héros culinaire ». Ce dernier a d'ailleurs été adapté en un jeu vidéo.
Les rongeurs sont également présents dans la bande dessinée franco-belge. Ils se manifestent dans les séries Chlorophylle et Sibylline, créées par Raymond Macherot en 1954 et 1965, ont respectivement pour héros un lérot et une souris et les rats noirs font partie des méchants. Mais il débarque aussi avec les séries Pacush Blues et Rat's de Ptiluc dès 1983 et 1995, pour la première on suit les mésaventures d'une poignée de rats qui survivent dans un monde chaotique alors que pour la seconde on suit les affrontements entre des grenouilles et des rats qui sont à la recherche d'une terre promise. Dans la bande-dessinée, le rat est également associé à la peste et au genre de l'horreur comme dans Le Bal du rat mort, qui fait mention des rats comme d'une peste brune et où une armée de rats envahit la ville d'Ostende. La souris
est également présente dans des BD traitant de sujets plus sérieux, telle la BD Maus qui traite des persécutions des Juifs dans les années 1930 et 1940, et notamment de la Shoah et dans laquelle les Juifs sont représentés par des souris et les Allemands par des chats.
Les muridés ont aussi débarqué dans le manga puis dans l'animation japonaise, ainsi dans Fruits Basket de Natsuki Takaya, treize personnages sont touchés par une malédiction les transformant chacun de manière temporaire en un des douze animaux du zodiaque chinois ainsi que le chat. De cette manière Yuki, un des personnages centraux, se métamorphose en rat (ou peut-être en souris). Le rat n'est pas non plus absent du comic, dans les Tortues Ninja, bande-dessinée américaine créée en 1984, Splinter est un rat domestique mutant, maître et figure paternelle des Tortues Ninja. La série a été adaptée en plusieurs dessins-animés,, dès 1987 puis en films en 1990, 1991 et 1993 et films d'animation en 2007 et 2009.
L'opposition entre la ville et la campagne fait intervenir la souris dans une longue série télévisée d'animation franco-canadienne en 1992 Souris des villes, souris des champs (The Country Mouse and the City Mouse Adventures).

### Arts graphiques

Un pochoir de rat à Londres, œuvre de Banksy.

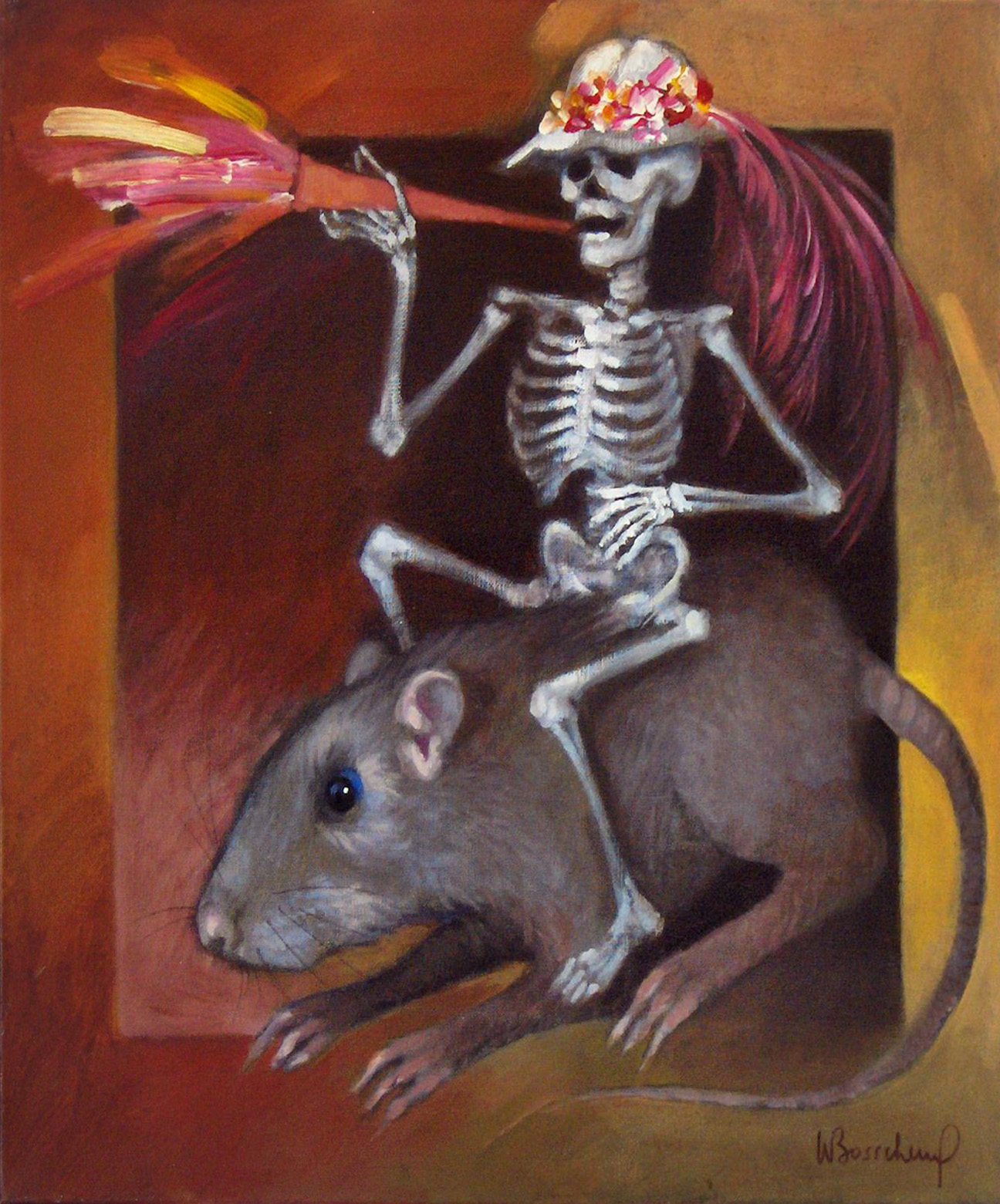
James Ensor op rat de Willy Bosschem.

À la fin du XIXe siècle, on trouve ces rongeurs dans des peintures de différents courants, dans le réalisme avec Le panier renversé du Français Guillaume Fouace, tableau dans lequel un chat aperçoit une souris ou rat se régaler de fruits d'un panier renversé, ou dans l'impressionnisme avec Deux rats du Néerlandais Vincent van Gogh qui montre deux rats se nourrissant également.
Au XXe siècle, on retrouve le rat dans le tableau James Ensor op rat de l'artiste belge Willy Bosschem. Et pour cette période, l'on peut aussi voir des représentations du rat et de la souris dans l'art urbain. Banksy, artiste connu essentiellement pour ses pochoirs en milieu urbain, utilise le rongeur, notamment pour faire passer ses messages qui mêlent souvent politique, humour et poésie. Ses personnages sont souvent des rats, des singes, des policiers, des soldats, des enfants, des personnes célèbres ou des personnes âgées. En 2005, lors de son exposition Crude Oils, il copie de façon détournée les tableaux de Claude Monet ou de Vincent van Gogh et à cette occasion, il libère 200 rats.
Par ailleurs, un artiste pochoiriste français utilise le pseudonyme de Blek le rat.

### Poésie et musique
Les deux rongeurs sont également présents dans la poésie notamment, avec les poèmes Dame souris trotte de Paul Verlaine Souris grise et Souriceau de Jean-Pierre Vallotton.
Les muridés sont également dans l'univers musical. Plusieurs noms de groupes rock et punk et de nombreux titres d'albums ou de chansons ont dans le titre le mot rat. C'est le cas du groupe de punk français Les rats, du groupe de rock irlandais The Boomtown Rats, du groupe de rock britannique The Rats (en) et du groupe de punk américain du même nom The Rats (en), etc. Pour les titres d'album, on peut citer entre autres : Rat in The Kitchen du groupe UB40, Hot Rats de Frank Zappa ou encore Rattus Norvegicus du groupe The Stranglers.
La souris est également le sujet de composition, comme on peut le voir avec La Souris sans sourire (1988), composition pour quatuor à cordes de Franco Donatoni (1927-2000), commandée par l'ensemble intercontemporain. Création le 18 décembre 1989 au foyer du Théâtre du Châtelet (Paris) avec les solistes de l'Ensemble intercontemporain. Jacques Ghestem et Jeanne-Marie Conquer : violons ; Garth Knox : alto ; Éric Leviennois : violoncelle.

### Numismatique et philatélie

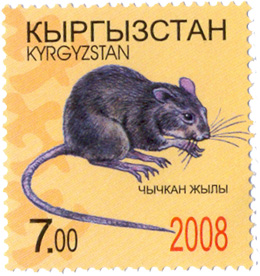
Timbre représentant un rat au Kirghizstan en 2008.

En 2008, année du rat dans l'astrologie chinoise, les différentes postes du monde entier ont émis des timbres à l'effigie de l'animal, notamment à Hong Kong, en Chine, à Taïwan, à Singapour, en Thaïlande, au Viêt Nam, en Australie, en Nouvelle-Zélande, au Canada, en France ainsi qu'au Kirghizistan (etc).
Pour cette même année, en Chine, le rat s'est vu représenté sur des médailles.

## De la fin duXIXesiècleà nos jours, aspects et liens avec les hommes

### Nuisibles
Les souris et les rats sont souvent considérés par les hommes comme des nuisibles et comme des espèces invasives, du fait de leur prolificité mais aussi parce qu'ils ont été et sont porteurs de maladies et parce qu'ils souillent des provisions et des récoltes. Certaines espèces de rats et de souris s'introduisent même dans les maisons et l'on cherche ainsi à s'en débarrasser par divers moyens, par la pose de pièges (trappes, tapettes, mort aux rats, etc.) ou par la présence de chats ou de chiens ratiers.

### Attrapeurs de rats et ratodromes

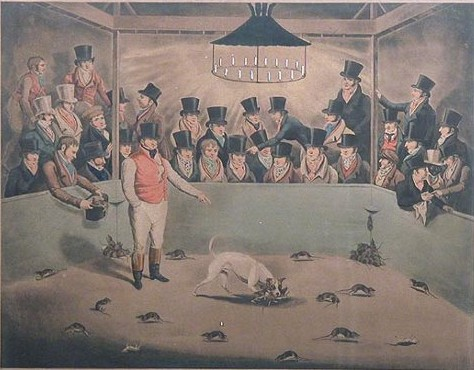
« Combat » entre un chien et des rats.

Aux XIXe et XXe siècles, les rats étaient appréciés dans un jeu de sang. Les parieurs organisaient des combats de rats contre chiens. Le jeu consistait à mettre plusieurs rats dans une sorte d'enclos et de parier sur le temps qu'un chien ratier mettrait à tous les tuer,. Quelques élevages de rats auraient alors vu le jour. Ce type de combat connut un grand succès par exemple en Angleterre au XIXe siècle quand les combats de chiens furent interdits en 1835. Ainsi un chien nommé Billy devint célèbre en tuant cent rats en cinq minutes et demie. En France, ce type de combat, finalement jugé trop cruel, est interdit depuis 1987,.
Cette activité semble également liée au développement de la profession d'attrapeur de rats (rat-catcher), notamment à la suite de la « Grande Puanteur » qui eut lieu à Londres en 1858. Puisque les attrapeurs de rats tuaient ou vendaient les animaux.

### Animaux domestiques
Le rat et la souris sont très utilisés en laboratoire car ce sont de petits animaux qui résistent bien aux opérations, qui ont une durée de vie courte, qui sont extrêmement prolifique et qui ont un génome proche de celui de l'homme. Ces qualités-ci sont appréciées des chercheurs. Très étudiés, on dit que ce sont des organismes modèle. Après la souris de laboratoire, le rat est le mammifère d'expérimentation le plus utilisé et compte pour à peu près 20 % du nombre total de mammifères utilisés dans la recherche. Le rat est plus gros que la souris et permet donc de réalisation certaines opérations plus facilement que sur cette dernière. De même, le rat est connu pour son intelligence. Il est capable de modifier son comportement pour échapper aux pièges ou trouver de la nourriture. C'est donc un candidat idéal aux tests de comportement. C'est en 1828 qu'une première expérience scientifique a été faite sur un rat, sur le sujet du jeûne. Durant les trente ans qui suivent le rat fut utilisé pour plusieurs expériences et le rat de laboratoire devint l'un des premiers animaux à être domestiqué pour des raisons purement scientifiques.
Rats et souris font partie des nouveaux animaux de compagnie (NAC) au même titre que de nombreux rongeurs comme le hamster, la gerbille ou le cochon d'inde. Ce sont des animaux de compagnie souvent vifs et curieux, faciles à se procurer et à apprivoiser. Ils pâtissent très souvent de l'image négative de leurs congénères à l'état sauvage, mais ils en diffèrent, de par leur domestication et leur captivité, en de nombreux points (autant physiques que psychologiques). Ils arborent en effet d'autres couleurs et d'autres marquages mais aussi un comportement plus calme.

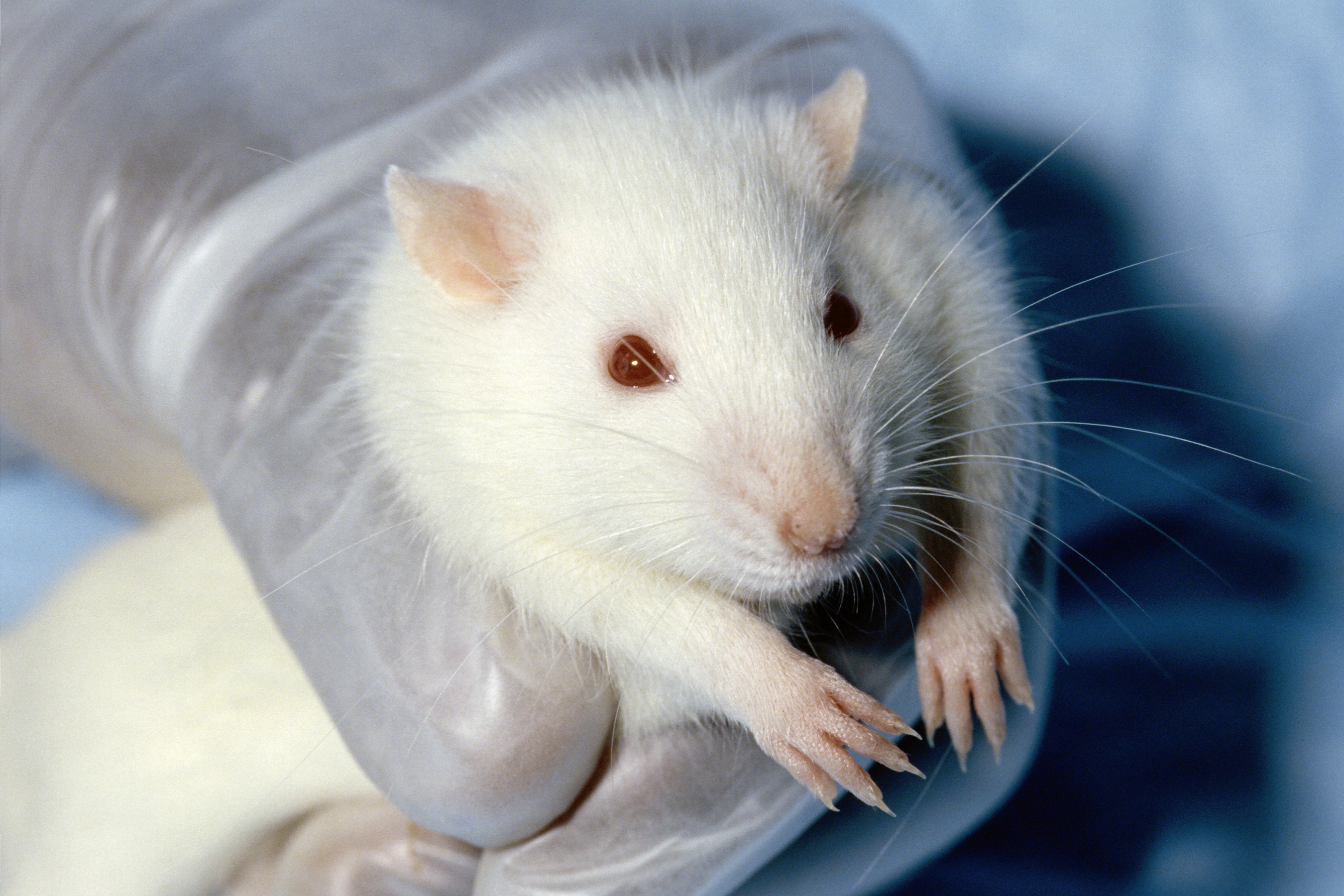
Rat de laboratoire.
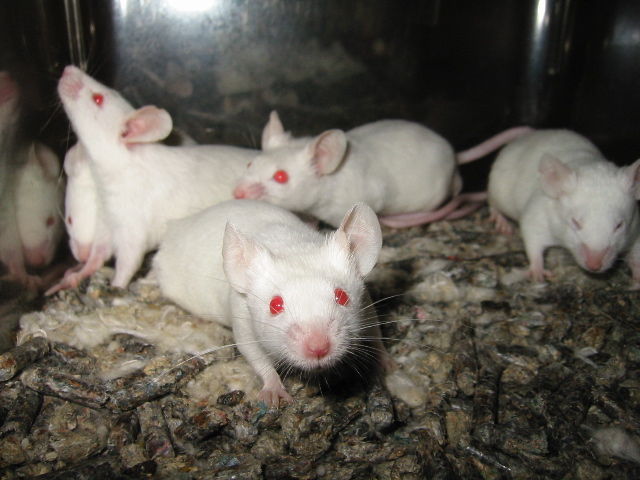
Souris de laboratoire.
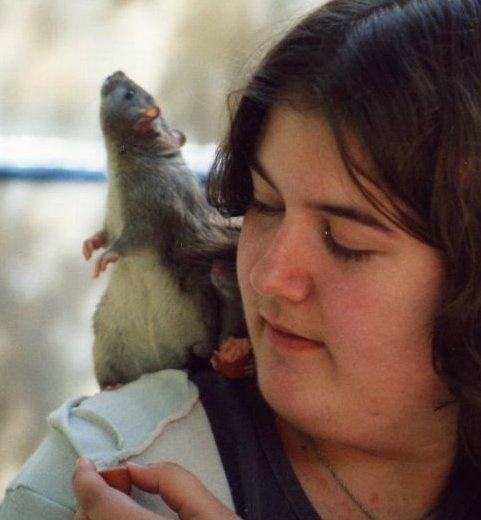
Rat domestique sur une épaule.
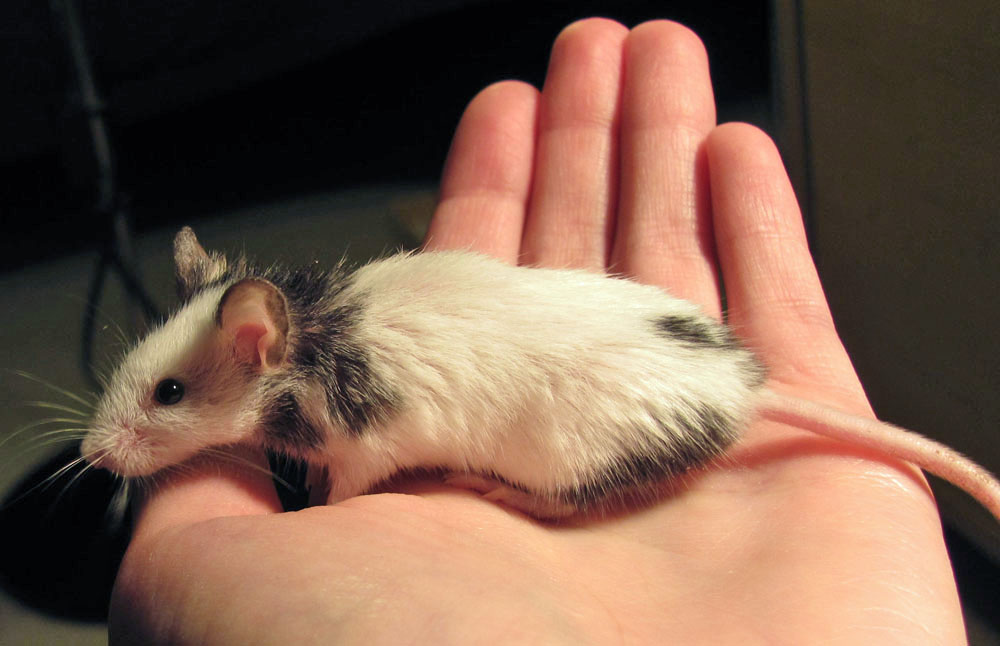
Souris domestique dans une main.

### Le rat, la souris et les enfants
Leur présence dans le folklore, dans la fiction notamment, dans la fiction enfantine avec les livres pour enfants et les dessins-animés, mais aussi leur domestication et leur apparition en tant qu'animal de compagnie associent la souris puis le rat au monde de l'enfance. Ils se déclinent ainsi en jouets, en peluches et même en confiseries. C'est surtout la souris que l'on retrouve avec la marque Diddl, l'émission enfantine allemande Die Sendung mit der Maus, la mascotte Euromaus du parc d'attractions Europa-Park à l'instar de Mickey et de Disneyland et aussi avec la confiserie britannique Sugar mice.

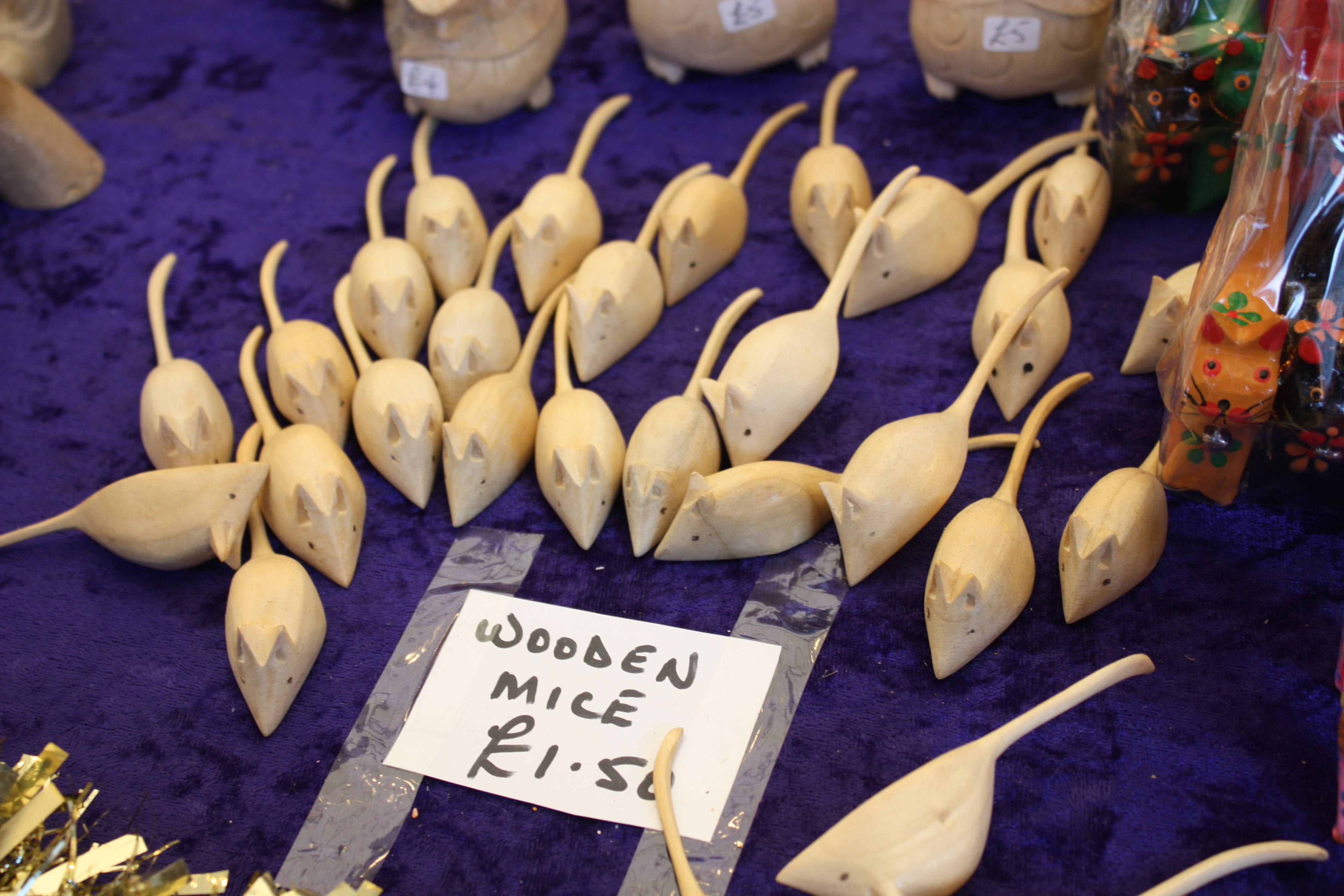
Souris en bois.
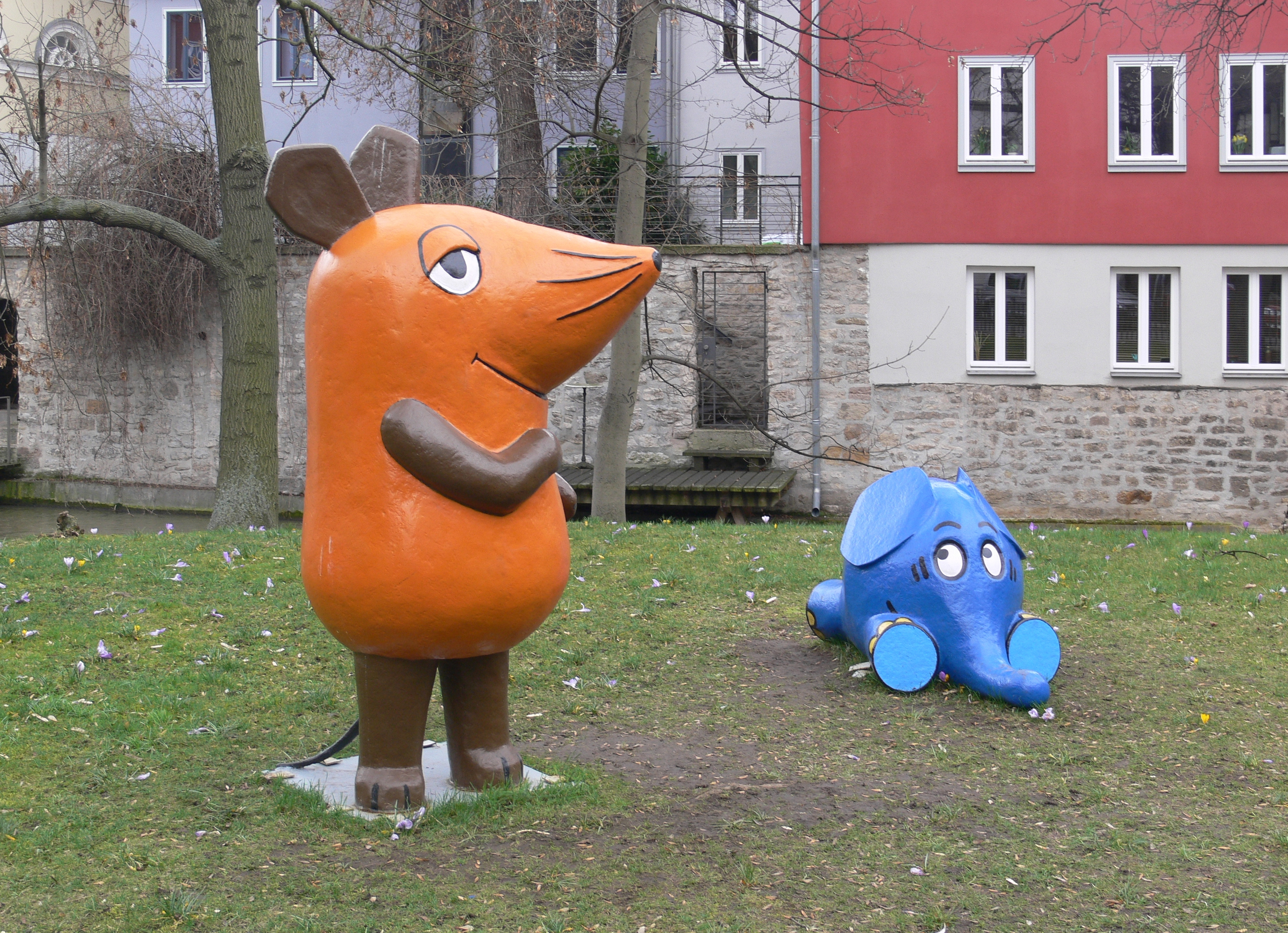
Les personnages de l'émission allemande Die Sendung mit der Maus.
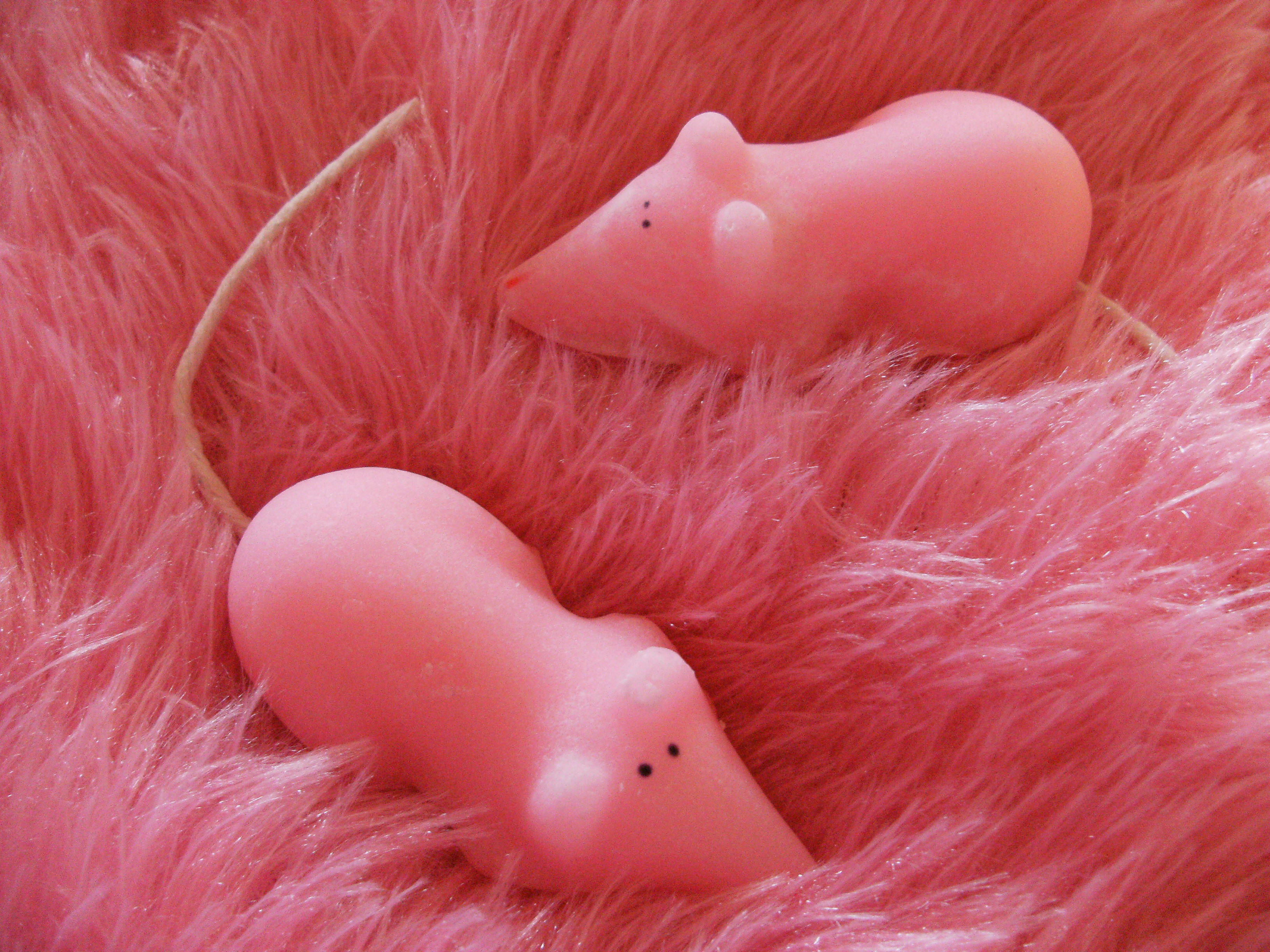
Confiserie Sugar Mice.

### Rat et souris comme nourriture

#### Nourriture pour animaux
Le rat brun et la souris ; par leur domestication et par leur nature prolifique, sont souvent élevés afin de nourrir certaines espèces d'animaux comme les reptiles ou d'autres carnivores. Différents points de vue existent sur le sujet des souris et rats élevés pour être donnés vivants à d'autres espèces animales. Certaines personnes pensent qu'il est dangereux de donner un animal vivant à son reptile puisque le reptile qui ne tue pas le rat assez rapidement risque bien souvent d'être blessé (par griffure ou morsure). D'autres personnes voient elles dans cette pratique de la cruauté envers les animaux élevés pour alimenter ces animaux.

#### Opposition et rivalité avec le chat
Les deux rongeurs sont très souvent en opposition avec le chat, l'un de leurs prédateurs naturels. On retrouve beaucoup cette association et cette rivalité dans le folklore (légende du zodiaque chinois), dans la fiction (Chat et souris associés, Tom & Jerry), dans la langue française (« À bon chat, bon rat ») et même dans des jeux enfantins (le jeu du chat et de la souris).

#### Nourriture pour humains
Le rat est un animal consommé par l'homme. Plusieurs espèces de rats sont mangées par les communautés rurales d'Asie du Sud-Est, d'Inde et d'Afrique,,. En Occident, le rat n'a souvent été mangé qu'en situation de guerre et de famine. Ainsi, l'on sait que des rats d'égout et plusieurs autres espèces animales ont nourri les hommes pendant le siège de Paris en 1870-1871,.

## Proverbes et expressions de la langue française

### Proverbes et expressions avec la souris

#### Le chat et la souris

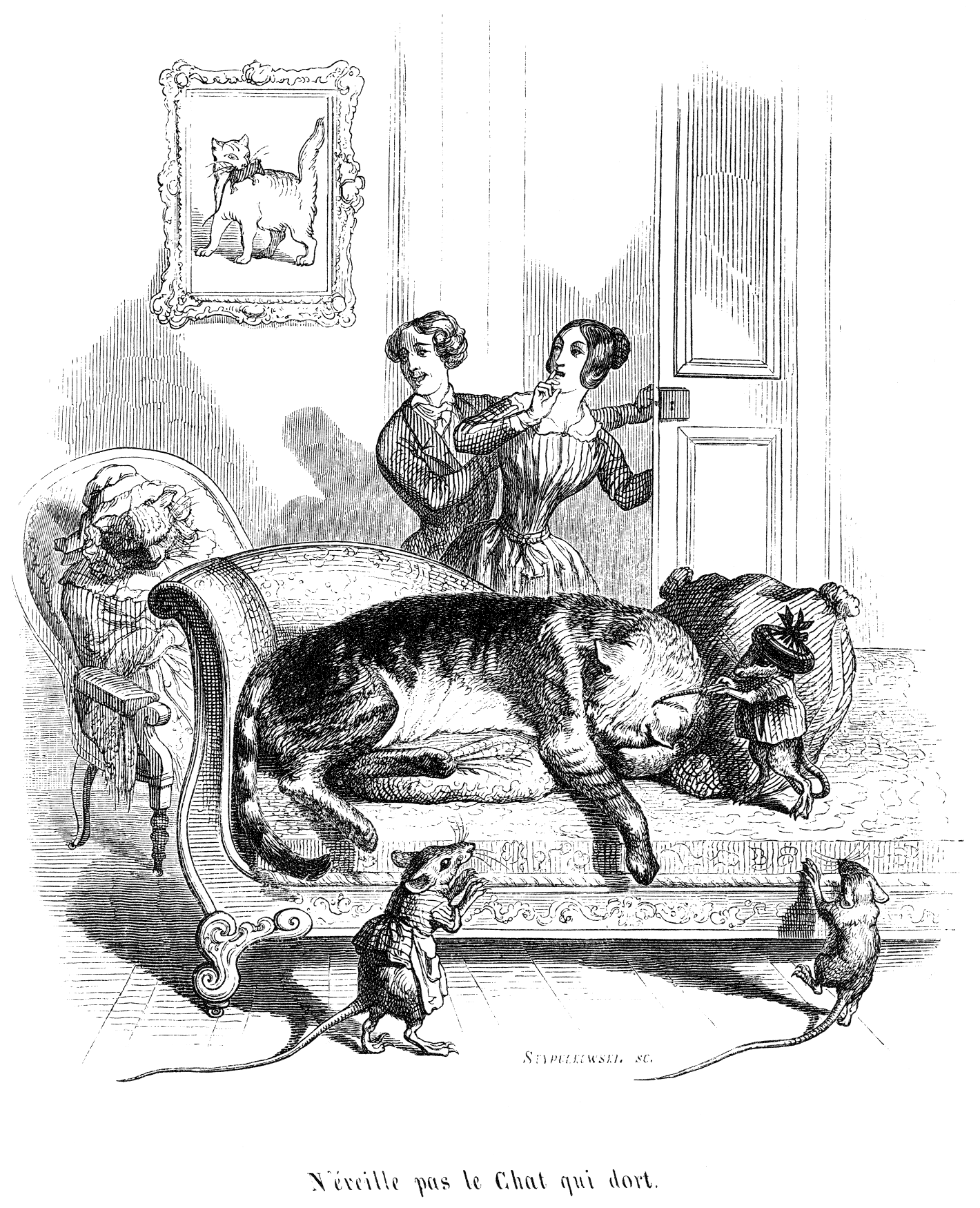
Gravure de Grandville : « N'éveille pas le chat qui dort ».

- « Jouer au chat et à la souris » : se poursuivre sans relâche, tel un chat et une souris
- « Ce qui fait le jeu du chat est la mort pour la souris ».
- « Quand le chat n’est pas là, les souris dansent » : lorsque le supérieur est absent, les subalternes profitent de leur liberté.
- « Chat timide fait souris effrontée. »
- « À vieux chat, jeune souris. »
- « Pour la souris, le chat est un tigre; pour le tigre, il n'est qu'une souris. »
- « Il la guette comme le ferait un chat avec une souris. »
- « Peu importe que le chat soit noir ou gris pourvu qu'il attrape des souris. »
- « Jamais on n'a vu un nid de souris (la queue d'une souris) dans l'oreille d'un chat. »
- « Quand le chat et la souris vivent en bonne intelligence (en paix), les provisions en souffrent. » (le garde-manger s'en ressent).
- « On ne donne pas les souris à garder à un chat. »
- « Le bon Dieu, ayant fait la souris, a dit : Tiens, j'ai fait une bêtise. Et il a fait le chat. Le chat c'est l'erratum de la souris » (Victor Hugo)[91].
- « La bête attrapée se sauve; il la rattrape, après l'avoir laissée aller; il lui laisse de l'avance, la souris se croit sauvée; en deux bonds, il est dessus; puis la lâche encore, se détourne, fait semblant de ne plus la voir, de l'avoir oubliée. La souris fait dix pas, elle est reprise. » (Edmond de Goncourt)[92]
- Etc.

#### La petitesse de la souris
- « La gent trotte-menu » : en référence à Jean de La Fontaine, expression désignant les petits rongeurs (rats, souris…).
- « Il se cacherait dans le trou d'une souris. »
- « Pousser des cris de souris. »
- « On entendrait (on n'entend pas) trotter une souris. »
- « La montagne a enfanté (accouché) d'une souris. »
- « Les grandes choses sont faites pour enfanter les petites et les petites pour engendrer les grandes. La montagne produit une souris; le polype bâtit un promontoire » (Victor Hugo).
- « Il y a des montagnes qui accouchent d'une souris, et d'autres qui accouchent d'un volcan » (Charles-Maurice de Talleyrand-Périgord).

#### Métaphore du comportement humain
- Une souris peut désigner, sans pensée péjorative : une jeune fille, une bonne amie, une maîtresse, une concubine, ou tout simplement être un synonyme du mot populaire : nana.
- Une souris est une femme légère, une prostituée : une souris ravageuse, une souris de rempart (fille à soldats).
- Une souris de bibliothèque (féminin de rat de bibliothèque) est une expression péjorative pour désigner une personne qui passe son temps à compulser des livres dans une bibliothèque.
- Une souris d'hôtel (féminin de rat d'hôtel) est une femme s'introduisant dans un hôtel ou un endroit public pour y repérer les lieux et les objets à y voler.
- Une souris grise (historique et populaire), femme soldat de l'armée allemande durant la guerre de 1939-1945, surnommée ainsi en raison de son uniforme gris.
- « Une veuve ne doit pas faire de son mariage une affaire d'amourette. Une souris s'attrape-t-elle deux fois au même piège ? » (Honoré de Balzac, La Paix du ménage, 1830)[93].
- « La souris est un animal dont le chemin est jonché de femmes évanouies »[94] (Ambrose Bierce 1842 - 1914, écrivain et journaliste américain, auteur du "Dictionnaire du Diable" et de nouvelles désespérées).

#### Autres acceptions
- Brûler les souris, signifie mettre le feu à une maison[95].
- Éveillé comme une potée de souris, se dit d'un enfant vif, remuant[95].
- Une souris est une métaphore d'une personne (homme ou femme) qui, par son comportement, son allure, sa petite taille, fait penser à une souris.
- Une voix de souris est une (toute) petite voix.
- Une souris de palais est un avocat.
- Faire la souris, c'est fouiller adroitement dans la poche d'autrui[95].
- Faire la souris à quelqu'un, c'est le chatouiller, lui faire des caresses (Anatole France - 1907)[96].
- Politique de la souris, expression africaine signifiant mordre et adoucir en même temps.

### Proverbes et expressions avec le rat
De nombreuses expressions métaphoriques se sont créées à partir du mot « rat ». Leur signification ont souvent une connotation péjorative reflétant l'image négative et peu reluisante qu'inspire le rat. On dit par exemple d'une personne avare qu'il est très rat, d'un homme « fort gueux » qu'il est gueux comme un rat ou encore lorsqu'un logement est étroit et sale on dit que c'est un nid à rats. Pour décrire quelqu'un de fantaisiste ou faisant un caprice on dit alors qu'il a des rats dans la tête.
- « Les petits rats de l'opéra »
- « Être fait comme un rat »
- « Un rat de bibliothèque »
- « À bon chat, bon rat »
- « Une face de rat »
- « Rat d'hôtel »
- « Rat de quartier »
- « Être gueux comme un rat d'église »
- « Avoir des rats dans la tête »
- « Les rats quittent le navire »
- « S'ennuyer comme un rat mort »
- « Triste comme un rat crevé »
- « Être un rat » : être avare

## Dénominations et vocabulaire en français
Le rat et la souris sont évoqués aussi en onomastique, pour la formation de noms vernaculaires ou de mots employés dans le langage familier.

### Évocation de la souris
D'une manière générale, le mot souris désigne une entité ou une qualité qui a un rapport avec la taille de l'animal, sa forme, la longueur de sa queue ou sa couleur.

#### Toponymes à partir de la souris
Quelques explications sur certains noms de lieu et de constructions comportant le mot Souris par Auguste Longnon (Les noms de lieu de la France: leur origine, leur signification, leurs transformations. Origines modernes : noms à base verbale) :
« (2546). Moquesouris (Mayenne), Mocque-Souris (Yonne), Moc-souris (Aisne, Seine-et-Marne, Seine-et-Oise), et Trompe-Souris (Cher, Loir-et-Cher, Loiret, Mayenne, Meuse, Eure, Sarthe) désignaient de manière facétieuse des moulins probablement mal achalandés, ou les souris, si friandes de farine, étaient déçues dans leur espoir de bien vivre.
Le « Parc de Montsouris », à Paris, ne doit-il pas son nom à quelque ancien Moque-Souris, moulin à vent couronnant le tertre qui s'y trouve compris ? L'hypothèse n'est pas dépourvue de vraisemblance, car c'est précisément sous ce nom de Mont-souris que la carte de Cassini indique des Mocsouris de l'Aisne, celui qui dépend de la commune de Baulne. »
Autres exemples de noms de lieu comportant le mot « souris » :
- En Allemagne, dans la vallée du rhin,
  - La tour aux Souris de Bingen (Mäuseturm de Bingen) est une tour du XIIIe siècle située sur une île du Rhin à hauteur de la ville de Bingen.
  - Le Château de la souris[99].

- Au Canada,
  - dans la province de l'Île-du-Prince-Édouard, Souris est le port d'embarquement pour les Îles de la Madeleine.
  - dans la province de Québec, Rivière des Souris (Saint-Mathieu-du-Parc), cours d'eau situé en Mauricie.
  - dans la province de Québec, Lac des Souris (Saint-Mathieu-du-Parc), plan d'eau situé en Mauricie.
  - dans la province du Manitoba, Souris est une ville.
  - dans la province du Manitoba, Brandon—Souris est une circonscription électorale fédérale canadienne.
  - Souris, ancienne circonscription fédérale du Manitoba de 1904 à 1953.
  - dans la province de la Saskatchewan, Souris—Moose Mountain est une circonscription électorale fédérale canadienne.
- Aux États-Unis, Souris est une ville du Dakota du Nord.
- Souris est une rivière du centre de l'Amérique du Nord.
- En France et dans les départements d'outre-mer
  - Souris Blanche[100] et Souris Chaude[101] sont des lieux-dits de l'île de La Réunion.
  - Le chemin de trompe-souris est un circuit de randonnées près de Sablé-sur-Sarthe[102].
  - La Place de la Croix Souris se situe à Saint-Maur-des-Fossés. Ce nom semble être dû à la présence de souris autour de l'ancienne croix de bois[103].

#### Surnoms à partir de la souris
- Angela Merkel a été surnommée affectueusement « la petite souris grise », lors de ses premières coopérations avec Helmut Kohl, dont elle sera deux fois ministre[104].
- Yves Leterme, homme politique belge flamand, est parfois surnommé « la Souris grise » par ses adversaires politiques (« Grijze muis » en flamand)[105].
- Argotiquement, lors de l'occupation allemande de la France, le terme « souris grises » désignait les auxiliaires féminines de l'armée allemande chargées de tâches administratives (à cause de la couleur de leur uniforme).

#### Noms d'espèces biologiques à partir de la souris

##### Mammifères
- Souris marsupiale, nom vernaculaire donné aux marsupiaux du genre Sminthopsis.
- Chauve-souris, nom vernaculaire donné aux mammifères volants de l'ordre des Chiroptères.

##### Animaux aquatiques
- Cône souris, nom vernaculaire donné à Conus mus, un coquillage du genre Conus[106],[107]
- Perroquet souris (Scarus ghobban), un poisson du genre Scarus
- Rouget souris, nom vernaculaire donné aux poissons du genre Upeneus
- Serpenton souris, nom vernaculaire donné à un poisson anguilliforme de l'espèce Ichthyapus selachops
- Souris, ancien nom vernaculaire des balistes[95].
- Souris blanche[108] et Souris jaune[109] sont deux noms locaux en Guadeloupe et en Martinique d'un poisson à barbillons de l'espèce Mulloidichthys martinicus

##### Oiseaux
- Batara souris, nom normalisé d'un oiseau de l'espèce Thamnophilus murinus
- Mérulaxe souris, nom normalisé d'un oiseau de l'espèce Scytalopus speluncae
- Oiseau-souris ou Coliou, noms vernaculaires de six espèces d'oiseaux de la famille des Coliidae[110].
- Tyranneau souris, nom normalisé d'un oiseau de l'espèce Phaeomyias murina
- Perruche souris, nom vernaculaire d'un oiseau de l'espèce Myiopsitta monachus, la Conure veuve

#### Langage usuel à partir de la souris
- En médecine, une souris articulaire est un petit fragment osseux ou cartilagineux, flottant librement dans une cavité articulaire et fuyant sous les doigts à la palpation.
- En hippologie
  - la couleur souris est une robe de cheval rare.
  - la souris désigne le cartilage des naseaux du cheval[111].
- Dans le domaine de la chasse, un appeau cris de souris est un petit appareil de la taille d'un gros sifflet imitant le cri de la souris pour attirer les renards, le plus souvent dans le cadre d'une chasse au renard.
- Souris de grenier, terme de poilu, pendant la Première Guerre mondiale (1914-1918), pour différencier dans les tranchées un rat d'égout d'une petite souris[112].
- Souris est une vache d'Hérens sacrée trois fois reine cantonale de 1996 à 1998.

##### Enseignement, éducation, recherche
- Médailles :
  - Souris d'or, souris d'argent et souris de bronze : classement par médailles des classes participantes à un défi scolaire organisé par le Centre Régional de Documentation Pédagogique de l'académie de Grenoble[113].
  - Médailles de ski pour les très jeunes enfants[114] :
    - Souris de bronze : virages chasse neige maitrisés sur une piste verte.
    - Souris verte : maîtrise du chasse neige glissé, en toutes circonstances, dans un jardin d'enfants.
- Prix de la Souris Mathusalem (Methuselah Mouse Prize, ou M Prize) est un prix qui encourage les recherches visant le ralentissement radical du vieillissement, voire le rajeunissement[115].
- La Souris Chaudronneuse est un site Internet très détaillé présentant les ressources pédagogiques et techniques en chaudronnerie, tôlerie, structures métalliques, serrurerie et métallerie. Sa phrase d'appel en direction des jeunes (et moins jeunes) chaudronniers est : “les chaudronniers ça court pas les rues... et les chaudronniers curieux comme toi... encore moins et c'est bien dommage...” [116].
- Une Souris Verte est une association qui a comme objectif, depuis plus de vingt ans, de sensibiliser aux différences et d’inclure les jeunes enfants en situation de handicap dans la société[117].
- Docteur Souris est une association dont le but est d'améliorer les conditions d’hospitalisation et de rompre l’isolement des enfants et adolescents malades ou en situation de handicap par l’usage des technologies de l’information et de la communication. De 2003 à 2010, l'association a équipé en ordinateurs portables connectés à Internet les services pédiatriques de douze hôpitaux, dont six franciliens[118],[119].

##### Technique
- En aéronautique, les souris sont des carénages mobiles utilisés pour modifier le profil des prises d'air de certains avions, en fonction de leur vitesse.
- En architecture, les pas de souris désignent les escaliers étroits et raides de fortifications.
- En art, souris désigne une couleur au ton gris particulier.
- En art militaire, une Souris (ancien terme) est une mèche enflammée au moyen de laquelle on mettait le feu à la charge d'une mine[95].
- En informatique et électronique :
  - une souris est un dispositif de pointage
  - une souris-stylo est un stylo numérique
  - les Souris robots ou souris automatiques (micromouse en anglais) sont des micro-robots en forme de souris qui participent à un grand évènement annuel de robotique (au Japon le plus souvent). Ces petits robots-souris doivent résoudre un problème de labyrinthe en un temps minimum. Ce type d'évènement qui a débuté à la fin des années 1970 est international. Il permet de dévoiler de petits bijoux d'ingéniosité et de technologie[120].
- Dans la marine :
  - une souris-chauve est la partie la plus élevée de la ferrure du gouvernail.
  - une souris de plongée est une combinaison de plongée.
- En outillage : 
  - une souris de ponçage est une ponceuse pour les endroits difficiles.
  - une souris de correction est un instrument effaceur de précision.
- En technologie : des « dents de souris » sont des entaillures très fines sur une pièce mécanique ou un instrument spécial. Axe en dents de souris (biellette du sélecteur de vitesse d'une moto). Pince à dents de souris (médecine)[121],[122].
- En typographie : une souris est un morceau de plomb suspendu à une ficelle et qui pend sur le papier pour l'empêcher de glisser dans les pinces du cylindre (E. Chautard, Coston, A.B.C. journ., 1952, p. 199)[123].

##### Cuisine et gastronomie
- En boucherie, la souris est le muscle charnu qui tient à l'extrémité inférieure de l'os du manche d’un gigot (la souris d'agneau est donc le bas de la patte d'un mouton). La souris de bœuf se nomme aussi jarret de bœuf.
- En termes culinaires :
  - Une poire souris est une recette de dessert pour les enfants[124].
  - Une souris gourmande est une recette de dessert à base de chocolat en forme de souris et avec de la pâte d'amande, pour les enfants[125].
  - Une souris mimosa est une recette particulière d'Œuf mimosa qui fera « craquer » plus d'un enfant. Les yeux de la souris sont de gros grains de poivre et sa queue une tige de ciboulette par exemple[126].

##### Acceptions plus anciennes
- En ancien français, un souris est un sourire.
- Au XVIIe siècle, la souris est un ornement qui se mettait dans la coiffure des femmes[111].
- Au siècle des lumières, la souris désigne l’espace qui se situe entre le pouce et l’index d’une main (ce même index étant alors souvent appelé indicateur)[111].

- Au XVIIIe siècle, la souris de jardin est un mulot (Duhamel du Monceau de l'Académie Royale des sciences: La physique des arbres; où il est traité de l'anatomie des plantes et de l'économie végétale. Paris 1758...)
- En ancien français, la souris du bras désigne la partie charnue du bras[111].
- Au XVIIIe siècle, la souris des Alpes ou Mus alpina[127] est une marmotte (LE FAUNE FRANCOIS Tome premier. Traité historique de tous les animaux terrestres, aquatiques, amphybies et volatils, qui habitent la France... Par M. BUC'HOZ, Médecin de MONSIEUR, ancien Médecin du feu Roi de Pologne... A PARIS chez l'Auteur, rue de la Harpe, au-dessus du Collège d'Harcour. Avec approbation et privilège du Roi - 1782)
- Au XIXe siècle, on trouve les définitions suivantes dans le Dictionnaire des sciences naturelles Tome L SOUI-STE (Paris-Strasbourg 1827) par plusieurs Professeurs du Jardin du Roi et des principales Écoles de Paris. Direction générale de l'ouvrage F. Cuvier : 
  - Souris : Nom vulgaire français d'une espèce de porcelaine (coquillage), cypraea lurida[128]
  - Souris blanche : Autre espèce de porcelaine, cypraea hirundo.
  - Souris de montagne à deux pieds : La gerboise d'Égypte ou gerbo est ainsi nommée par Michaëlis.

### Évocation du rat
- En argot un « gaspard » est un gros rat ou par extension, une personne forte et robuste ; alors que « ratichon », s'applique à un petit rat ou par extension, à une personne maigre et malingre.
- Outillage :
  - une queue de rat est une lime ronde, droite et fine.
  - un rat de cave est une petite lanterne surtout utilisée par les sommeliers.